# السكري
السُّكَّري أو الداء السكري أو مرض السكر أو سكري البول (باللاتينية: Diabetes mellitus) هو مجموعة من أمراض الغدد الصماء الشائعة التي تتميز بارتفاع مستمر في مستويات السكر في الدم. يرجع مرض السكري إما إلى أن البنكرياس لا ينتج ما يكفي من الأنسولين، أو أن خلايا الجسم تصبح غير مستجيبة لتأثيرات الهرمون. تشمل الأعراض الكلاسيكية زيادة العطش، تبول متكرر، فقدان الوزن، وعدم وضوح الرؤية. إذا ترك المرض دون علاج، يمكن أن يؤدي إلى مضاعفات صحية مختلفة، بما في ذلك أمراض القلب والأوعية الدموية، العين، الكلى، والأعصاب. يمثل مرض السكري غير المعالج أو السيئ العلاج ما يقرب من 1.5 مليون حالة وفاة كل عام.
الأنواع الرئيسية من مرض السكري هي النوع 1 والنوع 2، على الرغم من وجود أشكال أخرى أيضا. العلاج الأكثر شيوعا للنوع 1 هو العلاج ببدائل الأنسولين (حقن الأنسولين)، في حين يمكن استخدام الأدوية المضادة للسكري (مثل الميتفورمين والسيماغلوتيد) وتعديلات نمط الحياة لإدارة النوع 2. عادة ما يختفي سكري الحمل، وهو شكل ينشأ أثناء الحمل لدى بعض النساء، بعد فترة وجيزة من الولادة.
اعتبارا من عام 2021، كان ما يقدر بنحو 537 مليون شخص يعانون من مرض السكري في جميع أنحاء العالم وهو ما يمثل 10.5٪ من السكان البالغين، حيث يشكل النوع 2 حوالي 90٪ من جميع الحالات. تشير التقديرات إلى أنه بحلول عام 2045، سيكون ما يقرب من 783 مليون بالغ، أو 1 من كل 8، مصابين بمرض السكري، مما يمثل زيادة بنسبة 46٪ عن الأرقام الحالية. يستمر انتشار المرض في الزيادة، كثيرًا في الدول المنخفضة والمتوسطة الدخل. المعدلات متشابهة في النساء والرجال، مع كون مرض السكري هو السبب الرئيسي السابع للوفاة على مستوى العالم. اعتبارا من عام 2020، كان 38٪ من جميع البالغين في الولايات المتحدة يعانون من مقدمات السكري. ما قبل السكري هو مرحلة مبكرة من مرض السكري.

## أعراض النوع الأول
أشهر أعراض مرض السكر من النوع الأول شيوعا:
- الشعور بالعطش.
- الجوع الشديد.
- التبول المتكرر.
- التبول اللاإرادي عند الأطفال.
- عدم وضوح الرؤية.
- الإصابة بالالتهابات المهبلية والفطريات لدى الإناث.
- التعب والضعف العام.
- فقدان الوزن والنحافة.
- هناك أعراضٌ غريبة يمرّ بها مصاب مريض السّكر، وهي شغفُه الشّديد، وحبّه لتناول الحلويّات كثيراً، وإن كان من قبل الإصابة ليس من محبّي السّكريات، وليس مدمناً عليها.
- التّسبّب بخطورة كبيرة في فترة الحمل لدى المرأة؛ إذ يمكنُ أن يسبّب في بعض الحالات الإجهاض، أو يتسبّب في وفاة الجنين داخل أحشائها، أو يعمل على إحداث التشوّهات في الجنين.
- ظهور بعض الالتهابات على جلد مرضى السّكر، وحدوث التهاباتٍ أخرى كالتهاب الأذن الوسطى، والتهاب في الأصبع وحول الأظافر، والتهاب في اللثّة، والتهاب في المرارة، وغيرها الكثير.
- الإصابة بالعصبيّة الشّديدة وكثرة التوتّر.

## منظمة الصحة العالمية
| لا توجد بيانات ≤ 7.5 7.5–15 15–22.5 22.5–30 30–37.5 37.5–45 | 45–52.5 52.5–60 60–67.5 67.5–75 75–82.5 ≥ 82.5 |

مدى انتشار مرض السكري في جميع أنحاء العالم في عام 2000 (لكل ألف نسمة)--بلغ متوسط العالم 2.8%.
لا توجد بيانات
≤ 7.5
7.5–15
15–22.5
22.5–30
30–37.5
37.5–45
45–52.5
52.5–60
60–67.5
67.5–75
75–82.5
≥ 82.5

تقسم منظمة الصحة العالمية السكري إلى ثلاثة أنماط رئيسية وهي: سكري النمط الأول وسكري النمط الثاني وسكري الحوامل؛ وكل نمط له أسباب وأماكن انتشار في العالم. تتشابه كل أنماط السكري في أن سببها هو عدم إنتاج كمية كافية من هرمون الأنسولين من قبل خلايا بيتا في البنكرياس، ولكن أسباب عجز هذه الخلايا عن ذلك تختلف باختلاف النمط؛ فسبب عجز خلايا بيتا عن إفراز الأنسولين الكافي في النمط الأول يرجع إلى تدمير (مناعي ذاتي) لهذه الخلايا في البنكرياس؛ بينما يرجع هذا السبب في النمط الثاني إلى وجود مقاومة الأنسولين في الأنسجة التي يؤثر فيها، أي أن هذه الأنسجة لا تستجيب لمفعول الأنسولين، مما يؤدي إلى الحاجة لكميات مرتفعة فوق المستوى الطبيعي للأنسولين؛ فتظهر أعراض السكري عندما تعجز خلايا بيتا عن زيادة إنتاج الإنسولين بالكمية المحتاجة. أما سكري الحوامل فهو مماثل للنمط الثاني من حيث أن سببه أيضًا يتضمن مقاومة الأنسولين لأن الهرمونات التي تُفرز أثناء الحمل يمكن أن تسبب مقاومة الأنسولين عند النساء المؤهلات وراثياً.
وجدت دراسة أُجريت في الولايات المتحدة في عام 2008 أن العديد من النساء الأمريكيات تعانين من السكري أثناء الحمل. في الحقيقة، إن معدل الإصابة بسكري الحوامل ازداد إلى أكثر من الضعف في السنوات الستة الأخيرة، وهذا يُسبب مشكلات كثيرة لأن السكري يزيد من خطر المضاعفات أثناء الحمل، كما يزداد خطر تطور السكري عند المولود في المستقبل.
وبينما تُشفى الأم الحامل بمجرد وضع الطفل في النمط الثالث إلا أن النمطين الأول والثاني يلازمان المريض. أمكن علاج جميع أنماط السكري منذ أن أصبح الأنسولين متاحاً طبياً عام 1921.
| لا توجد بيانات <100 100–200 200–300 300–400 400–500 500–600 | 600–700 700–800 800–900 900–1,000 1,000–1,500 >1,500 |

المعدلة حسب الإعاقة عام الحياة بالنسبة مرض السكري لكل 100،000 نسمة في عام 2004
لا توجد بيانات
<100
100–200
200–300
300–400
400–500
500–600
600–700
700–800
800–900
900–1,000
1,000–1,500
>1,500

يُعالج النمط الأول – الذي لا يفرز فيه البنكرياس الأنسولين – مباشرة عن طريق حقن الأنسولين بالإضافة إلى ضبط نمط الحياة والقوت. ويمكن علاج النمط الثاني بالمزج بين القوت (ضبط التغذية) وتناول الحبوب والحقن وفي بعض الأحيان الحقن بالأنسولين.
بينما كان الأنسولين يُنتج في الماضي من مصادر طبيعية مثل بنكرياس الخنزير، إلا أن معظم الأنسولين المُستخدم حالياً يُنتج عن طريق الهندسة الجينية؛ إما عن طريق الاستنساخ المباشر من الأنسولين البشري أو أنسولين بشري معدل لكي يعطي سرعة وفترة تأثير مختلفة. ويمكن زرع مضخة أنسولين تضخه باستمرار تحت الجلد.
يمكن لمرض السكري أن يسبب العديد من المضاعفات – وهي مضاعفات قصيرة أو طويلة المدى – فالمضاعفات قصيرة المدى هي نقص سكر الدم، الحماض الكيتوني أو غيبوبة فرط الأسمولية اللاكيتونية بسبب ارتفاع الضغط الاسموزي للدم. تحدث هذه المضاعفات إذا كان المريض لا يلقى العناية الكافية. أما المضاعفات الخطيرة طويلة المدى فتشمل أمراض الجهاز الدوري (كالأمراض القلبية الوعائية التي يصبح احتمال الإصابة بها مُضاعفاً بوجود السكري)، كما تشمل المضاعفات حدوث قصور كلوي مزمن، تلف الشبكية الذي يمكنه أن يؤدي للعمى، تلف الأعصاب وله أنواع كثيرة، تلف الشعيرات الدموية الذي يمكن أن يؤدي للعقم وبطء التئام الجروح. ويمكن أن يؤدي بطء التئام الجروح – خصوصاً جروح القدمين – إلى الغنغرينا التي يمكن أن تؤدي إلى البتر.
يمكن للرعاية الكافية للمرض أن تقلل من مخاطر المضاعفات التي سبق ذكرها. تتضمّن الرعاية التأكد من التحكم في ضغط الدم وكذلك العوامل التي تؤثر في أسلوب الحياة بالإيجاب مثل التوقف عن التدخين وتنزيل الوزن والحفاظ على قوام رشيق. يُعتبر مرض السكري أهم مسبب للعمى بالنسبة للبالغين غير المسنين في العالم المتقدم وهو السبب الأول لبتر الأطراف بدون وجود إصابة فيها بالنسبة للبالغين أيضاً وكذلك فإن القصور الكلوي السكري هو السبب الرئيسي الذي يتطلب الغسيل الكلوي في الولايات المتحدة.

## التصنيف
يُعرف النمطان الرئيسيان المسببان لمرض السكري بالنمط الأول والنمط الثاني. وقد حل مصطلح النمط الأول من السكري محل العديد من المصطلحات السابقة مثل سكري الأطفال أو السكري المعتمد على الأنسولين. بالمثل؛ حل مصطلح النمط الثاني محل مصطلحات مثل سكري البالغين أو السكري المرتبط بالبدانة أو السكري غير معتمد على الأنسولين. لا توجد، بخلاف هذين النمطين، تسمية أخرى متفق عليها لبقية الأنواع؛ فمثلًا تسمي بعض الجهات النمط الثالث من السكري بسكري الحوامل، وكذلك يوجد نمط آخر يُسمى سكري النمط الأول المقاوم للأنسولين، أو السكري المُضاعف، وهو في الواقع تطور للنمط الثاني من السكري فأصبح المريض بحاجة لحقن الأنسولين. يوجد نمط يُسمى سكري البالغين الذي تسببه مناعة ذاتية كامنة، أو النمط واحد ونصف. كما يوجد أيضاً سكري النضوج الذي يصيب المريض قبل بلوغه سن الثلاثين وهو عبارة عن مجموعة من الاضطرابات الجينية الفردية مصحوبة بسوابق عائلية قوية في الإصابة بمرض النمط الثاني من السكري.

### سكري النمط الأول

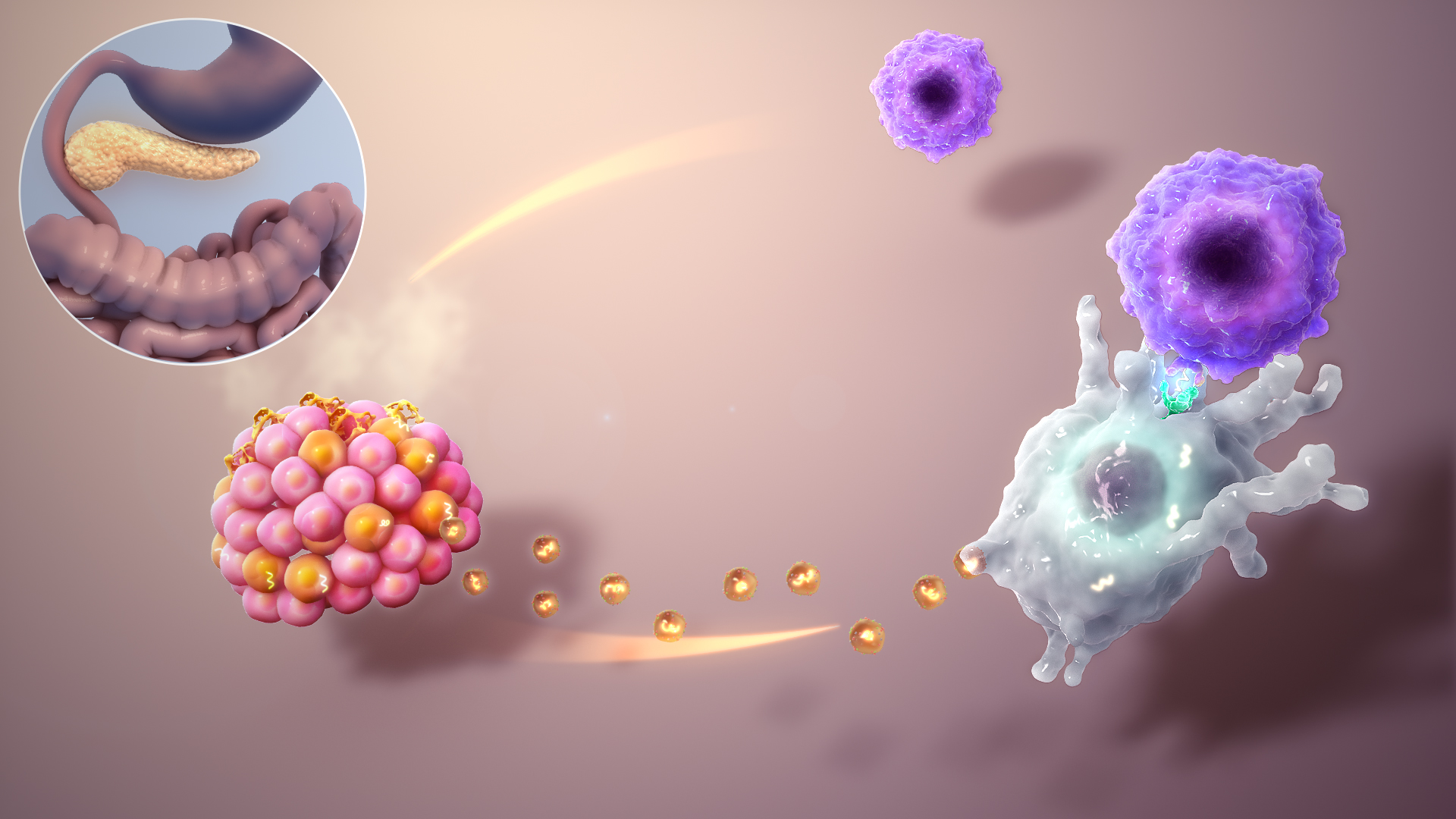
هجوم المناعة الذاتية في مرض السكري من النوع 1.

يتميز النمط الأول من السكري بخسارة الخلايا بيتا المنتجة للأنسولين في خلايا لانغرهانس بالبنكرياس مما يؤدي إلى نقص الأنسولين. والسبب الرئيسي لهذه الخسارة هو مناعة ذاتية  تتميز بهجوم الخلايا التائية المناعية على خلايا بيتا المنتجة للأنسولين. ولا توجد وسيلة للوقاية من الإصابة بالنمط الأول من السكري الذي يمثل 10% من حالات مرضى السكري في أمريكا الشمالية وأوروبا، مع اختلاف التوزيع الجغرافي. معظم المصابين بالمرض كانوا إما بصحة جيدة أو ذوي أوزان مثالية عندما بدأت أعراض المرض بالظهور، وتكون استجابتهم لمفعول الأنسولين عادية (لا توجد مقاومة) خصوصا في المراحل الأولى. يمكن للنمط الأول أن يصيب الأطفال أو البالغين ولكنه معروف تقليدياً بسكري الأطفال لأن معظم المصابين به من الأطفال.
يُعالج النمط الأول بصورة أساسية – حتى أثناء المراحل الأولى – بحقن الأنسولين مع المراقبة المستمرة لمستويات غلوكوز الدم. ويمكن أن يصاب المريض الذي لا يتعاطى الأنسولين بالحماض الكيتوني السكري الذي يؤدي إلى غيبوبة أو الوفاة. يجب التأكيد على المريض بأن يضبط أسلوب حياته خصوصاً فيما يتعلق بالقوت والتمرينات الرياضيّة؛ على الرغم من أن كل ذلك لا يمكنه أن يعوض خسارة الخلايا بيتا. بعيدًا عن الاستخدام التقليدي لحقن الأنسولين تحت الجلد، يمكن توصيل الأنسولين للدم عن طريق مضخة – يمكنها تسريب الأنسولين على مدار اليوم وبمستويات معينة – كما يمكن التحكم في الجرعات (مثل إعطاء جرعة كبيرة) – حسب الحاجة – في أوقات الوجبات. كما كان يوجد أيضاً نوع من الأنسولين يمكن استنشاقه يسمى «اكسوبيرا» الذي اعتمدته وكالة العقار الأمريكية (FDA) في يناير من عام 2006، ولكن شركة فايزر أوقفت إنتاجه في أكتوبر من سنة 2007.
ويستمر علاج النمط الأول من السكري بلا نهاية. ولا يؤثر العلاج بصورة كبيرة على الأنشطة الحياتية للمريض إذا كان هناك تعود ووعي ورعاية سليمة وكذلك انتظام في أخذ الجرعات وقياس مستوى غلوكوز الدم. ولأن اتباع العلاج يكون ثقيلاً على المرضى، فإن الأنسولين يُؤخد بطريقة غير سوية وبعيدة كل البعد عن النظام المفترض. يجب أن يكون متوسط مستوى غلوكوز الدم بالنسبة للنمط الأول قريبًا قدر الإمكان من المستوى الطبيعي الآمن (80 – 120 مليجرام / ديسيلتر أو 4 – 6 مليمول / لتر) ويرجح بعض الأطباء أن يتراوح مستوى غلوكوز الدم بين 140 و150 مجم / ديلتر (7 – 7,5 مليمول / لتر) للمرضى الذين يعانون من السكري إذا كان مستوى غلوكوز الدم منخفضا لديهم (يحدث لهم انخفاض متكرر في مستوى غلوكوز الدم). أما المستويات الأعلى من 200 مجم / ديسيلتر (10 مليمول / لتر) فيصاحبها أحيانًا عدم راحة وتبول متكرر يؤدي إلى جفاف. تتطلّب المستويات الأعلى من 300 مجم / ديسيلتر (15 مليمول / لتر) عادة العلاج، لأنه يمكنها أن تؤدي للحماض الكيتوني السكري لكنها لا تهدد حياة المريض على أي حال. أما المستويات المنخفضة لغلوكوز الدم فيمكنها أن تسبب تشنجات أو فترات من فقد الوعي ومن الضروري وبشدة علاجها في الحال.

### سكري النمط الثاني

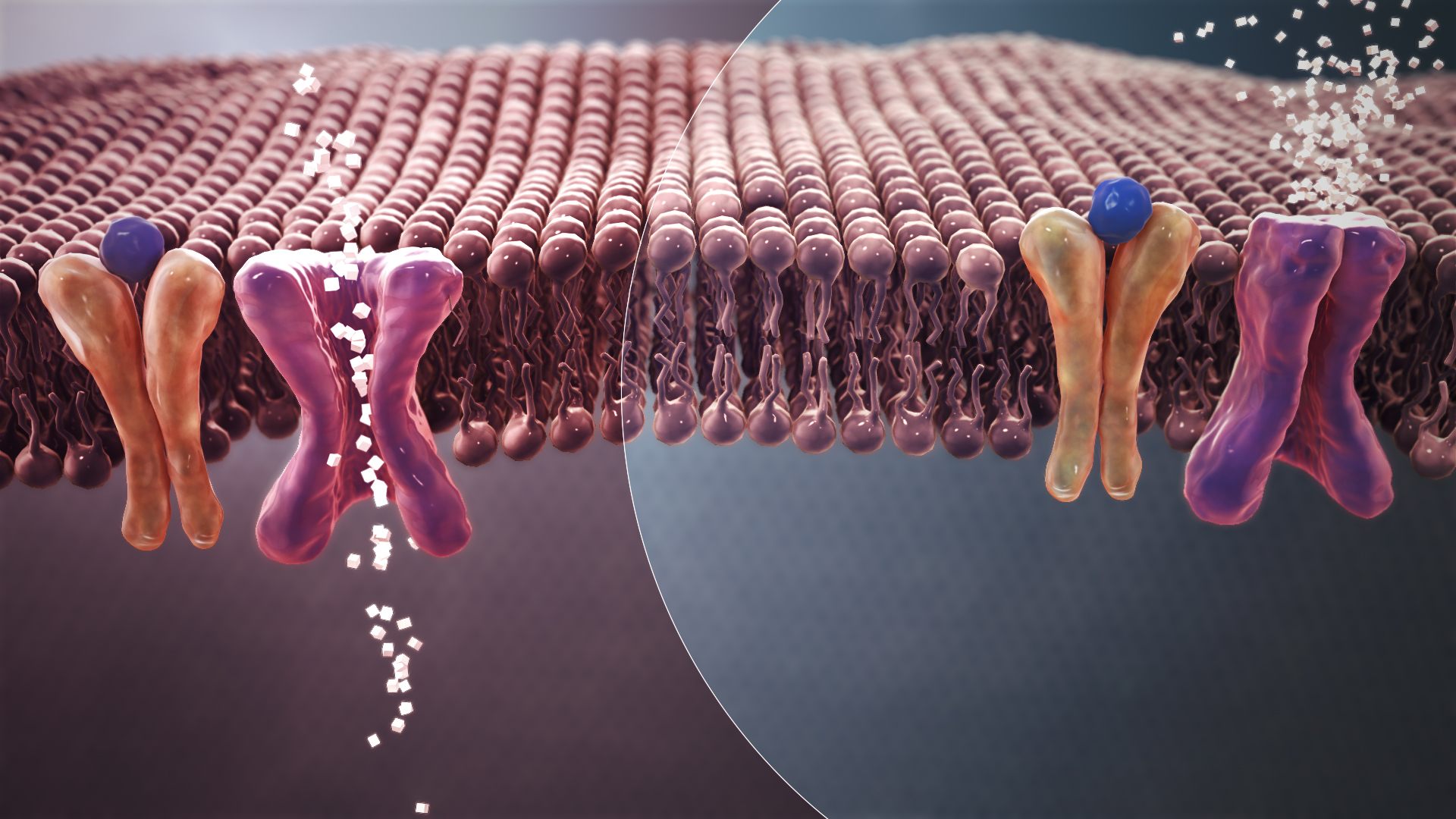
يؤدي إفراز الأنسولين وامتصاصه إلى انخفاض نسبة الجلوكوز في الدم.

يتميز النمط الثاني من السكري باختلافه عن النمط الأول من حيث وجود مقاومة مضادة لمفعول الأنسولين بالإضافة إلى قلة إفراز الأنسولين؛ كما أن مستقبلات الأنسولين الموجودة في الأغلفة الخلوية لمختلف أنسجة الجسم لا تستجيب بصورة صحيحة للأنسولين. تكون مقاومة الأنسولين بالمراحل الأولى هي الشذوذ الطاغي في استجابة الأنسجة للأنسولين، وتكون مصحوبة بارتفاع مستويات الأنسولين في الدم. يمكن تقليل مستوى غلوكوز الدم في هذه المرحلة عن طريق وسائل وأدوية تزيد من فاعلية الأنسولين وتقلل إنتاج الغلوكوز من الكبد. تقل كفاءة إفراز الأنسولين من البنكرياس كلما تطور المرض وتصبح هناك حاجة لحقن الأنسولين.

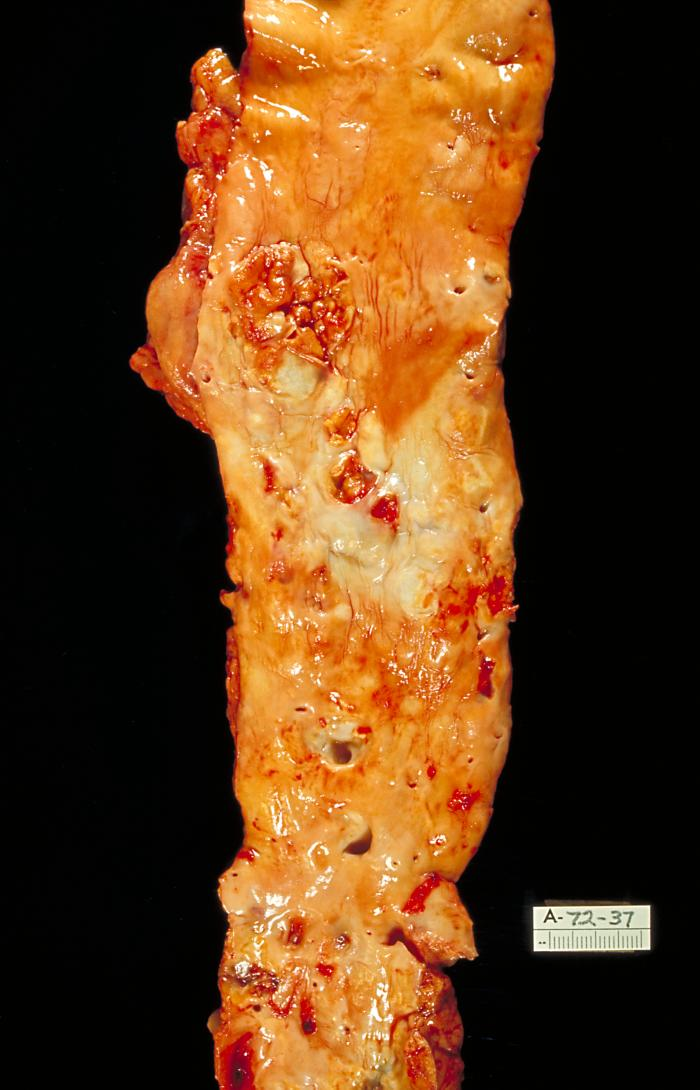
تغيرات غير صحية في شريان الأورطي

تغير أنسجة الكلى

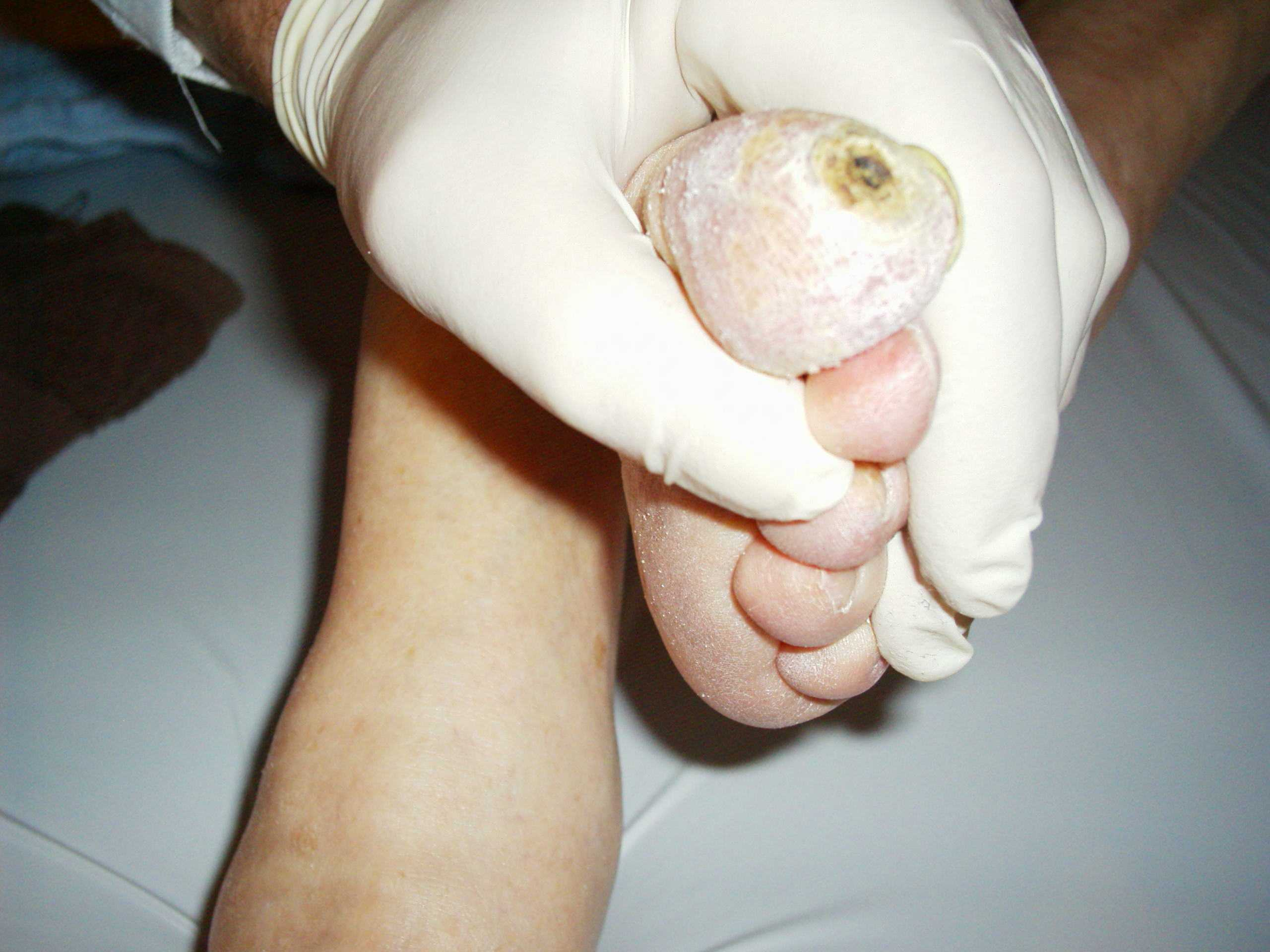
ورم في القدم بسبب مرض السكري.

توجد العديد من النظريات التي تحاول تحديد سبب وآلية الإصابة بالنمط الثاني من السكري. ومن المعروف أن الكرش، أي الدهون التي تتركز حول الوسط على الأعضاء داخل البطن وليس الدهون تحت الجلد، تؤدي إلى مقاومة الأنسولين. وتنشط الدهون هرمونيًا وتفرز مجموعة من الهرمونات التي تقلل من فاعلية الأنسولين.
يعاني 55% من المرضى المصابين بالنمط الثاني من السكري من السمنة. توجد عوامل أخرى مثل التقدم بالعمر، فحوالي 20% من المسنين يعانون من السكري في أمريكا الشمالية. كما أن تاريخ العائلة له تأثير حيث يكون الشخص الناشئ من عائلة يتعدد فيها مريضو السكري، يكون أكثر عرضة للإصابة به. ذلك لأن النمط الثاني يشيع أكثر في الأفراد الذين لديهم أقارب عانوا منه سابقاً. بدأ النمط الثاني يصيب الأطفال والمراهقين باضطراد في العقد السابق، وربما يرجع ذلك إلى انتشار سمنة الأطفال في بعض الأماكن في العالم.
يمكن أن يستمر النمط الثاني بدون ملاحظة المريض لفترة طويلة بسبب ضعف ظهور الأعراض أو بسبب عدم وضوحها أو اعتبارها مجرد حالات فردية عابرة لا توحي بوجود مرض. لا يعاني المريض عادة من الحماض الكيتوني، ولكن يمكن أن تنتج مضاعفات خطيرة من عدم ملاحظة المرض مثل القصور الكلوي الناتج عن اعتلال الكلى السكري أو مرض وعائي، مثل مرض في الشريان التاجي، أو مرض في العين ناتج عن اعتلال الشبكية السكري، أو فقد الإحساس بالألم بسبب اعتلال الأعصاب السكري، أو تلف كبد ناتج عن التهاب كبدي دهني لا كحولي، أي أن سببه ليس مشروبات كحولية، كما يحدث في العادة.
يبدأ علاج النمط الثاني عادة عن طريق زيادة النشاط البدني وتقليل تناول النشويات وعلى الأخص تقليل شرب المشروبات السكرية وتقليل أكل الحلويات، وتقليل الوزن. ويمكن لهذه الإجراءات أن تستعيد فاعلية الأنسولين حتى لو كان فقد الوزن قليلاً (5 كيلوغرامات على سبيل المثال) خصوصاً لو كان من منطقة الكرش. كما يمكن في بعض الحالات التحكم في مستوى غلوكوز الدم بصورة جيدة بواسطة هذه الإجراءات فقط ولفترة طويلة، ولكن ميل الجسم لمقاومة الأنسولين لا ينتهي؛ ولذلك يجب الإنتباه إلى مواصلة النشاط البدني وفقد الوزن والحفاظ على نظام غذائي مناسب للمرض. تكون الخطوة التالية من العلاج عادة هي تناول الأقراص المخفضة للسكر. يضعف إنتاج الأنسولين إلى حد ما في بداية النمط الثاني من السكري ولذلك يمكن تعاطي دواء عن طريق الفم (يُستعمل في العديد من الوصفات الطبية التي تحتوي على مجموعة من الأدوية) لتحسين إنتاج الأنسولين (عائلة السلفونيل يوريا) أو لتنظيم الإفراز غير المناسب للغلوكوز من الكبد ولإضعاف مقاومة الأنسولين إلى حد ما (الميتفورمين) أو لإضعاف مقاومة الأنسولين بصورة كبيرة (مثل الثيازوليدينديونات). وقد وجدت إحدى الدراسات أنه بمقارنة المرضى البدناء الذين يتعاطون الميتفورمين بأولئك الذين يعتمدون على ضبط النظام الغذائي فقط فإن تعاطي الميتفورمين يقلل احتمال إصابة بمضاعفات خطيرة بنسبة 32% ويقل احتمال الموت بسبب مرض السكري بنسبة 42% بل وتقل لديهم احتمال الوفاة أو الإصابة بالسكتة الدماغية لأي سبب بنسبة 36%. ويمكن للدواء الفموي أن يفشل في النهاية بسبب الضعف المتواصل لإفراز الأنسولين من الخلايا بيتا وعند الوصول لهذه المرحلة يجب تعاطي حقن الأنسولين للتحكم في غلوكوز الدم.
يماثل سكري الحوامل النمط الثاني في العديد من الأوجه فعلى سبيل المثال يتشابهان في قلة الأنسولين النسبية وضعف استجابة أنسجة الجسم لمفعول الأنسولين. ويعاني ما بين 2 و5% من الحوامل من هذا المرض ولكنه يختفي أو تتحسن حالة الأم بعد الولادة. يمكن الشفاء من سكري الحوامل بصورة نهائية ولكنه يتطلب مراقبة طبية دقيقة أثناء فترة الحمل. ولكن ما بين 20 و50% من الأمهات اللاتي عانين من سكري الحوامل يمكن أن يصابوا بالنمط الثاني في مراحل لاحقة من حياتهن.
على الرغم من أن الإصابة وقتية وليست دائمة إلا أن سكري الحوامل يمكن أن يدمر صحة الأم الحامل أو صحة الجنين. ومن المخاطر التي يتعرض لها الجنين: تضخم جسد الجنين، أي زيادة وزنه عند الولادة، تشوهات في القلب أو الجهاز العصبي المركزي، وكذلك تشوهات في الجهاز الهيكلي. يمكن لزيادة نسبة الأنسولين في الجنين أن تمنع إنتاج المواد السطحية وتؤدي لمتلازمة ضيق التنفس ويمكن أن يحدث يرقان نتيجة تدمير خلايا الدم الحمراء. يمكن في الحالات الخطيرة أن يموت الجنين قبل الولادة ويحدث ذلك في معظم الحالات نتيجة قلة التغذية عبر المشيمة بسبب ضعف الأوعية الدموية. يمكن حدوث الولادة في حالة هبوط وظيفة المشيمة. يمكن إجراء عملية قيصرية إذا كان هناك صعوبة في إخراج الجنين أو احتمال إصابته نتيجة تضخم جسده مثل صعوبة إخراج الكتفين.

### الأنماط الأخرى من السكري
توجد العديد من المسببات النادرة لمرض السكري التي لا يمكن تصنيفها كنمط أول أو ثان أو سكري الحوامل. وتثير محاولات تصنيفها الكثير من الجدل. توجد بعض الحالات من السكري بسبب عدم استجابة مستقبلات الأنسولين على أنسجة الجسم، حتى لو كانت مستويات الأنسولين طبيعية، وهذا يجعل هذه الحالة مختلفة عن النمط الثاني، وهذا النمط نادر جداً.
كما أن الطفرات الجينية في الصبغة أو في الميتوكوندريا، يمكن أن تؤدي إلى تشوهات في وظيفة خلايا بيتا. ويُعتقد أنه قد تم تحديد السبب الجيني لتشوه مفعول الأنسولين. ويمكن لأي مرض يصيب البنكرياس أن يؤدي للسكري، على سبيل المثال، التهاب البنكرياس المزمن (أو التليف الخلوي) وكذلك الأمراض التي تصاحبها إفراز زائد لهرمونات مضادة للأنسولين والتي يمكن علاجها عندما تختفي الزيادة في هذا الهرمونات. وتوجد العديد من الأدوية التي تضعف إفراز الأنسولين كما توجد بعض السميات التي تدمر خلايا بيتا. ويوجد نمط من السكري يسمى السكري المرتبط بسوء التغذية وهي تسمية أنكرتها منظمة الصحة العالمية عندما أصدرت نظام التسمية المستعمل حالياً منذ عام 1999.

## العلامات والأعراض

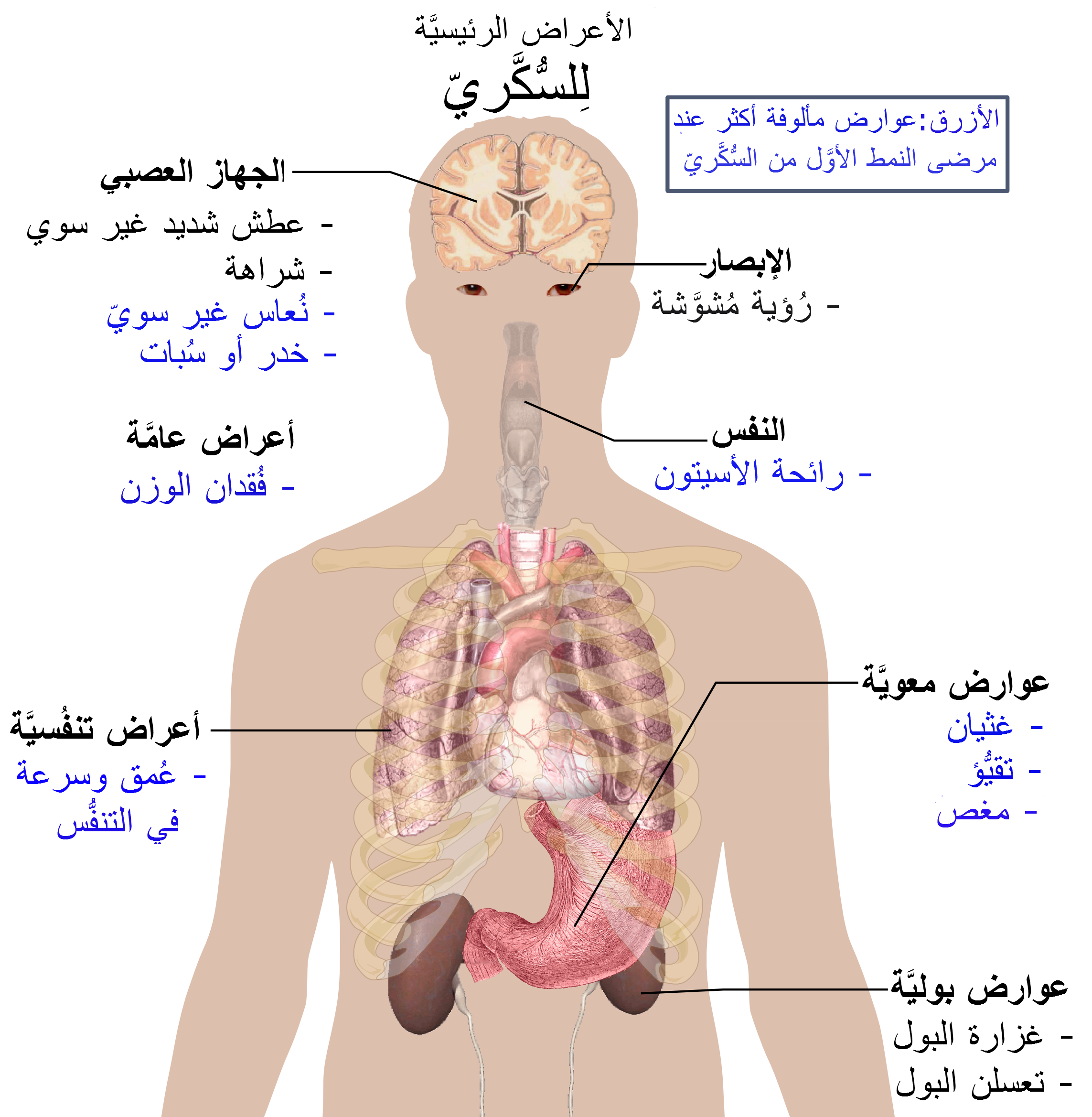
نظرة عامة لأكثر عوارض السكري شيوعا.

الأعراض المتعارف عليها تقليدياً لمرض السكري هي زيادة التبول وزيادة العطش وبالتالي زيادة تناول السوائل وزيادة الشهية لتناول الطعام. ويمكن لهذه الأعراض أن تتطور سريعاً، خلال أسابيع أو شهور، في النمط الأول خصوصاً إذا كان المريض طفلاً. وعلى العكس من ذلك فإن تطور الأعراض في النمط الثاني أكثر بطأً وصعب الملاحظة بل ويمكن أن تكون غائبة تماما. ويمكن أن يسبب النمط الأول فقدانًا سريعًا للوزن ولكنه كبير، على الرغم من أن تناول المرضى للطعام يكون طبيعياً أو حتى زائداً، كما يمكنه أن يسبب خمولًا وتعبًا مستمرًا. وتظهر كل هذه الأعراض ماعدا فقدان الوزن في مرضى النمط الثاني الذين لا يولون المرض الرعاية الكافية.
وعندما يرتفع تركيز غلوكوز الدم أعلى من الحد الأقصى لقدرة الكلى، لا تكتمل إعادة امتصاص الغلوكوز في الأنبوب الملتف الداني ويبقى جزء من الغلوكوز في البول ويزيد الضغط الأسموزي للبول ويمنع إعادة امتصاص الماء بواسطة الكلية مما يؤدي إلى زيادة إنتاج البول وبالتالي فقدان سوائل الجسم. ويحل الماء الموجود في خلايا الجسم محل الماء المفقود من الدم إسموزياً وينتج عن ذلك جفاف وعطش.
ويسبب إرتفاع تركيز غلوكوز الدم لفترات طويلة إلى إمتصاص الغلوكوز مما يؤدي إلى تغيرات في شكل العدسات في العين وينتج عنه تغيرات في الإبصار، ويشكو مرضى السكري عموماً من الرؤية المشوشة ويمكن تشخيصه عن طريقها. ويجب الإفتراض دائماً أن المريض مصاب بالنمط الأول من السكري في حالات تغير الإبصار السريع بينما يكون النمط الثاني عادة متدرج في سرعته. ولكن يجب إفتراض الإصابة به أيضاً.
ويعاني مرضى السكري (عادة مرضى النمط الأول) من تحمض الدم الكيتوني، وهي حالة متدهورة نتيجة عدم إنتظام التمثيل الغذائي تتميز بوجود رائحة الأسيتون في نفس المريض، سرعة وعمق التنفس، زيادة التبول، غثيان، قيء ومغص، وكذلك تتميز بوجود حالة متغيرة من حالات فقدان الوعي أو الإستثارة مثل العدوانية أو الجنون ويمكن أن تكون العكس، أي إضطراب وخمول. وعندما تكون الحالة شديدة، يتبعها غيبوبة تؤدي إلى الموت. ولذلك فإن تحمض الدم الكيتوني هو حالة طبية خطيرة تتطلب إرسال المريض للمستشفى.
وتوجد حالة أخرى تسمى الحالة اللاكيتونية وهي حالة نادرة ولكنها على نفس درجة خطورة تحمض الدم الكيتوني. وتحدث أكثر بالنسبة لمرضى النمط الثاني وسببها الرئيسي هو الجفاف نتيجة لفقد ماء الجسم. وتحدث عندما يشرب المريض كميات كبيرة من المشروبات السكرية مما يؤدي لفقدان كميات كبيرة من الماء.

## الجينات والسكري
تلعب الوراثة دوراً جزئيا في إصابة المريض بالنمطين الأول والثاني. ويُعتقد بأن النمط الأول من السكري تحفزه نوع ما من العدوى (فيروسية بالأساس) أو أنواع أخرى من المحفزات على نطاق ضيق مثل الضغط النفسي أو الإجهاد والتعرض للمؤثرات البيئية المحيطة، مثل التعرض لبعض المواد الكيميائية أو الأدوية. وتلعب بعض العناصر الجينية دوراً في استجابة الفرد لهذه المحفزات. وقد تم تتبع هذه العناصر الجينية فوجد أنها أنواع جينات متعلقة بتوجيه كرات الدم البيضاء لأي أضداد موجودة في الجسم، أي إنها جينات يعتمد عليها الجهاز المناعي لتحديد خلايا الجسم التي لا يجب مهاجمتها من الأجسام التي يجب مهاجمتها. وعلى الرغم من ذلك فإنه حتى بالنسبة لأولئك الذين ورثوا هذه القابلية للإصابة بالمرض يجب التعرض لمحفز من البيئة المحيطة للإصابة به. ويحمل قلة من الناس المصابين بالنمط الأول من السكري مورثة متحورة تسبب سكري النضوج الذي يصيب اليافعين.
وتلعب الوراثة دوراً أكبر في الإصابة بالنمط الثاني من السكري خصوصاً أولئك الذين لديهم أقارب يعانون من الدرجة الأولى. ويزداد احتمال إصابتهم بالمرض بازدياد عدد الأقارب المصابين. فنسبة الإصابة به بين التوائم المتماثلة (من نفس البويضة) تصل إلى 100%، وتصل إلى 25% لأولئك الذين لديهم تاريخ عائلي في الإصابة بالمرض. ويُعرف عن الجينات المرشحة بأنها تسبب المرض الوراثي المسمى "KCNJ11" (القنوات التي تصحح اتجاه أيون البوتاسيوم إلى داخل الخلية، العائلة الفرعية J، الرقم 11) ويقوم هذا الجين بتشفير قنوات البوتاسيوم الحساسة للأدينوسين ثلاثي الفوسفات. وكذلك المرض الوراثي "KCF7L2" (عامل نسخ) الذي ينظم التعبير الجيني للبروجلوكاجون الذي ينتج جلوكاجون مشابه للبيبتيدات. وأكثر من ذلك فإن البدانة، وهي عامل مستقل في زيادة احتمال الإصابة بالنمط الثاني من السكري، تُورث بصورة كبيرة.
وتلعب العديد من الحالات الوراثية دوراً كبيراً في الإصابة بالسكري مثل الحثل العضلي، رنح فريدريك، وكذلك متلازمة ولفرام، وهي إختلال صبغي مرتد يسبب ضمور الأعصاب تظهر أثناء مرحلة الطفولة وهي تتكون من البول الماسخ، البول السكري، ضمور العين والصمم.

## أسباب المرض

آلية إفراز الإنسولين في الخلايا باء الطبيعية. يُنتج الإنسولين بمعدل أقل أو أكثر ثباتاً بغض النظر عن مستويات غلوكوز الدم. ويُخزن داخل فجوات للاستعداد لإفرازه بواسطة الإخراج الخلوي الذي يُحفز بزيادة مستويات غلوكوز الدم.

إن الإنسولين الذي ينتجه البنكرياس هو الهرمون الأساسي الذي ينظم نقل الجلوكوز من الدم إلى معظم خلايا الجسم، خصوصاً الخلايا العضلية والخلايا الدهنية، ولكن لا ينقله إلى خلايا الجهاز العصبي المركزي. ولذلك يؤدي نقص الإنسولين أو عدم استجابة الجسم له إلى أي نمط من أنماط السكري.
تتحول معظم الكربوهيدرات في الطعام إلى غلوكوز أحادي خلال ساعات قليلة. وهذا الغلوكوز الأحادي هو الكربوهيدرات الرئيسي في الدم الذي يُستخدم كوقود في الخلايا. ويُفرز الإنسولين في الدم بواسطة خلايا بيتا في جزر لانغرهانس بالبنكرياس كرد فعل على ارتفاع مستويات غلوكوز الدم بعد الأكل. ويستخدم الإنسولين حوالي ثلثا خلايا الجسم لامتصاص الغلوكوز من الدم أو لاستخدامه كوقود للقيام بعمليات تحويلية تحتاجها الخلية لإنتاج جزيئات أخرى أو للتخزين. وكذلك فإن الإنسولين هو المؤشر الرئيسي لتحويل الغلوكوز إلى جليكوجين لتخزينه في داخل الكبد أو الخلايا العضلية. ويؤدي انخفاض مستويات الغلوكوز إلى تقليل إفراز الإنسولين من الخلايا باء وإلى التحويل العكسي إلى الجليكوجين الذي يعمل في الاتجاه المعاكس للأنسولين. وبذلك يُسترجع الغلوكوز من الكبد إلى الدم؛ بينما تفتقد الخلايا العضلية آلية تحويل الجليكوجين المخزن فيها إلى غلوكوز.
تؤدي زيادة مستويات الإنسولين إلى زيادة عمليات البناء في الجسم مثل نمو الخلايا وزيادة عددها، تخليق البروتين وتخزين الدهون. ويكون الإنسولين هو المؤشر الرئيسي في تحويل اتجاه العديد من عمليات التمثيل الغذائي ثنائية الاتجاه من الهدم إلى البناء والعكس. وعندما يكون مستوى غلوكوز الدم منخفضاً فإنه يحفز حرق دهون الجسم. وإذا كانت كمية الإنسولين المتاحة غير كافية، أو إذا كانت استجابة الخلايا ضعيفة لمفعول الإنسولين (مقاومة أو مناعة ضد الأنسولين)، فلن يُمتص الغلوكوز بطريقة صحيحة من خلايا الجسم التي تحتاجه ولن يُخزن الغلوكوز في الكبد والعضلات بصورة مناسبة. وبذلك تكون المحصلة النهائية هي استمرار ارتفاع مستويات غلوكوز الدم، ضعف تخليق البروتين وبعض إضطرابات التمثيل الغذائي مثل تحمض الدم.

## التشخيص
يُشخص النمط الأول والعديد من حالات النمط الثاني من السكري بناء على الأعراض الأولية التي تظهر في بداية المرض مثل كثرة التبول والعطش الزائد وقد يصاحبها فقد للوزن، وتتطور هذه الأعراض عادة على مدار الأيام والأسابيع. ويعاني حوالي ربع الناس المرضى بالنمط الأول من السكري من تحمض الدم الكيتوني عندما يتم إدراك أصابتهم بالمرض. ويتم عادة تشخيص بقية أنماط السكري بطرق أخرى مثل الفحص الطبي الدوري، اكتشاف ارتفاع مستوى غلوكوز الدم أثناء أجراء أحد التحاليل؛ أو عن طريق وجود عرض ثانوي مثل تغيرات الرؤية أو التعب غير المبرر. ويتم عادة اكتشاف المرض عندما يعاني المريض من مشاكل يسببها السكري بكثرة مثل السكتات القلبية، اعتلال الكلى، بطئ التئام الجروح أو تقيح القدم، مشكلة معينة في العين، إصابة فطرية معينة، أو ولادة طفل ضخم الجثة أو يعاني من انخفاض مستوى سكر الدم.
ويتميز السكري بارتفاع متقطع أو مستمر في غلوكوز الدم ويمكن الاستدلال عليه بواحد من القيم التالية:
- قياس مستوى غلوكوز الدم أثناء الصيام 126 مليغرام / ديسيلتر (7 مليمول / لتر) أو أعلى.
- قياس مستوى غلوكوز الدم 200 مليغرام / ديسيلتر (11.1 مليمول / لتر) أو أعلى وذلك بعد ساعتين من تناول 75 جرام غلوكوز كما يُتبع في اختبار تحمل الغلوكوز.
- قياس عشوائي لمستوى غلوكوز الدم 200 مليغرام / ديسيلتر (11.1 مليمول / لتر) أو أعلى.

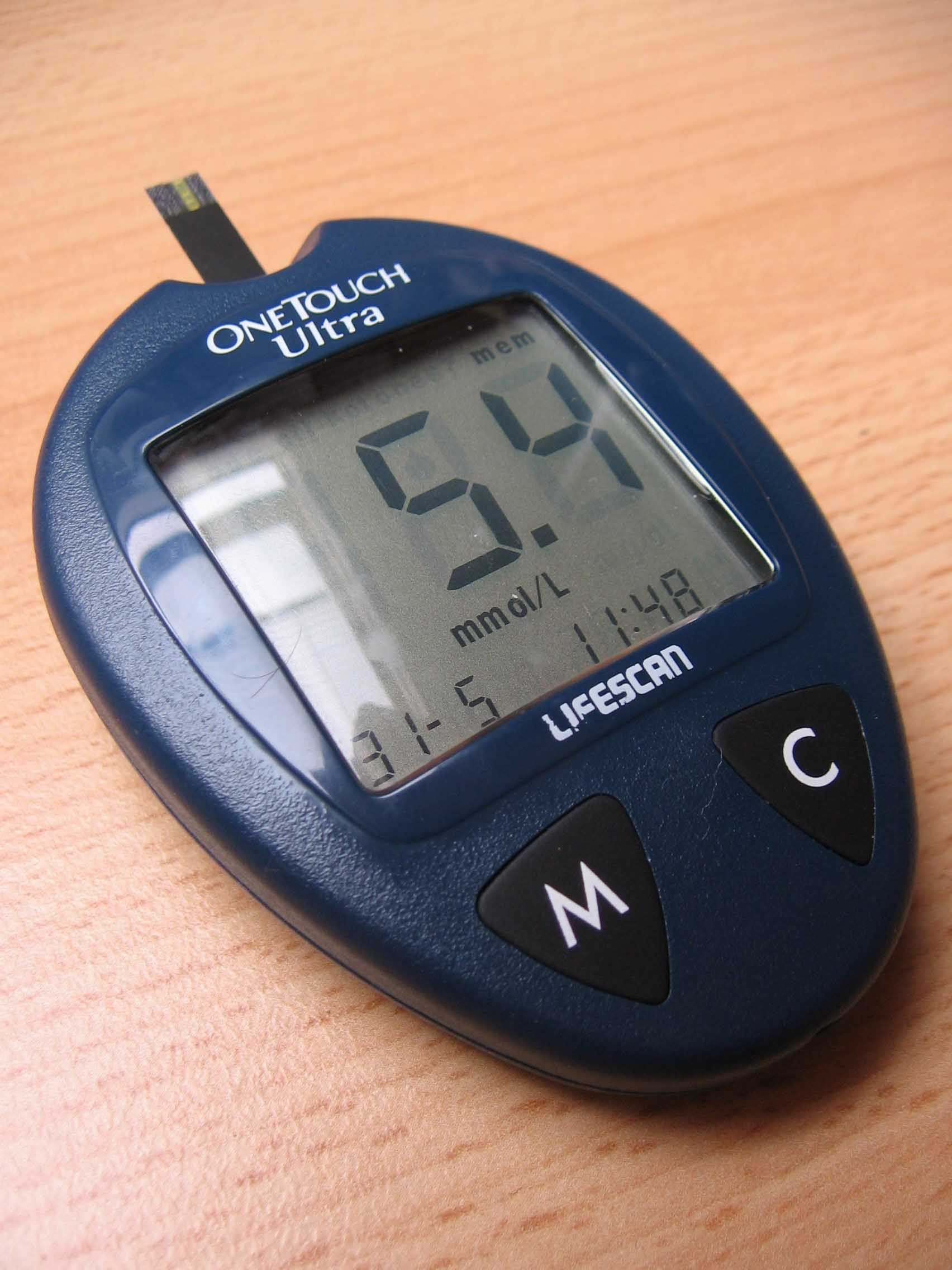
جهاز قياس غلوكوز الدم.

عندما تكون النتيجة إيجابية، ولكن في غياب أعراض السكري، يجب تأكيدها بطريقة أخرى من الطرق السابق ذكرها (قياس صائم، فاطر أو عشوائي). ويفضل معظم الأطباء قياس مستوى الغلوكوز أثناء الصيام بسبب سهولة القياس وتوفير الوقت (ساعتان) لإجراء اختبار تحمل الغلوكوز إذ إنه يجب الانتظار لمدة ساعتين بين تناول الغلوكوز وقياس مستواه في الدم وطبقاً للتعريف الحالي فإن قياسين لمستوى غلوكوز الدم عند الصيام نتيجتهما أعلى من 126 مليغرام / ديسيلتر (7 مليمول / لتر)، يتم اعتبارهما دلالة على الإصابة بالسكري.
يُعتبر المرضى الذين يتراوح مستوى غلوكوز دمهم أثناء الصيام ما بين 110 و126 مليغرام / ديسيلتر (6.1 و7 مليمول / لتر) بأن لديهم اضطراب في مستوى غلوكوز الدم أثناء الصيام. أما عندما يكون المستوى 140 مليغرام / ديسيلتر (7.8 مليمول / لتر) أو أعلى بعد ساعتين من تعاطي 75 غرام غلوكوز بالفم فيكون هناك ضعف تحمل للغلوكوز. ويُعتبر ضعف تحمل الغلوكوز خصوصاً بأنه يزيد من احتمال تطوره إلى سكري شديد مع مرض قلبي وعائي (مرض في الجهاز الدوري).
وعلى الرغم من إنه لا يستخدم للتشخيص، إلا أن المستوى المرتفع للغلوكوز الذي يرتبط بهيموغلوبين الدم بصورة لا رجعية (يُسمى الهيموغلوبين الغليكوزيلاتي) بنسبة 6% أو أعلى، بحسب المعيار المتخذ به في الولايات المتحدة الذي تمت مراجعته عام 2003، يُعتبر غير طبيعي بالنسبة لمعظم معامل التحاليل. ويُستخدم هذا القياس أساساً كاختبار لمدى فاعلية العلاج يعكس متوسط غلوكوز الدم على مدار التسعين يوماً السابقة تقريباً. ولكن يمكن لبعض الأطباء أن يطلبوا إجراء هذا الاختبار وقت التشخيص لتتبع التغيرات التي حدثت من قبل. والنسبة الموصى بها للهيموغلوبين الغليكوزيلاتي لمرضى السكري هي أقل من 7% والتي تُعتبر دلالة على التحكم الجيد في غلوكوز الدم ولكن يوصي بعض الأطباء بنسب أكثر صرامة، كأقل من 6.5%). ويقل احتمال حدوث مضاعفات مثل اعتلال الشبكية أو اعتلال الكلى السكري عند المرضى بالسكري الذين يحافظون على مستوى الهيموغلوبين الغليكوزيلاتي بين 6.5 و7%.

## الفحص

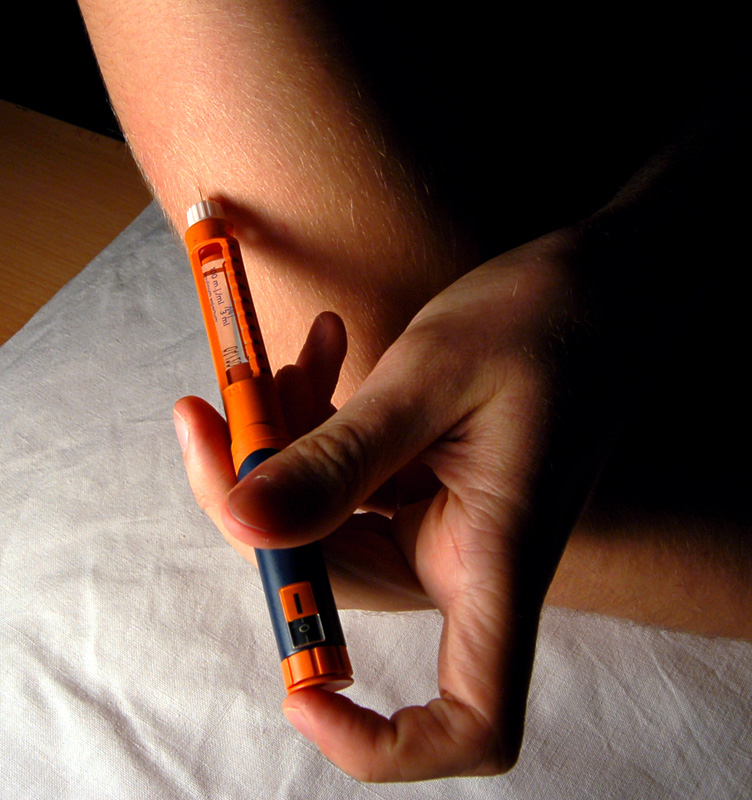
نوفو نورديسك أنسولينيُوصيتم

بعمل فحص السكري للعديد من الأفراد في مراحل حياتهم المختلفة وكذلك لأولئك الذين لديهم احتمال عالي للإصابة بالمرض. وتتنوع اختبارات الفحص طبقاً للظروف والسياسة الصحية المحلية. وتتضمن هذه الاختبارات القياس العشوائي لغلوكوز الدم، قياس غلوكوز الدم أثناء الصيام، وقياس غلوكوز الدم بعد ساعتين من تناول 75 غرام غلوكوز أو حتى اختبار قياس تحمل الغلوكوز الرسمي. ويُوصى بعمل فحص طبي شامل للبالغين من العمر 40 أو 50 عاماً وبصورة دورية بعد تخطي هذا العمر. ويُوصى عادة بهذا الفحص مبكراً لأولئك الذين لديهم احتمال عالي للإصابة مثل المرضى البدينين، أو الذين لديهم تاريخ عائلي من الإصابة بالسكري، أو بعض الأجناس البشرية التي يكثر فيها الإصابة بالمرض مثل: اللاتينيين الهسبان، الأمريكيون الأصليون، الأفريقيين الكاريبيين، سكان جزر المحيط الهادئ، والمنحدرين من جنوب آسيا.
ويصاحب السكري العديد من الحالات المرضية التي تتطلب الفحص لمعرفة إذا كان المريض مصاباً بالسكري أم لا، مثل: ارتفاع ضغط الدم، ارتفاع مستوى الكوليسترول، مرض في الشريان التاجي، مرحلة ما بعد سكري الحوامل، متلازمة تعدد الحويصلات في الرحم، التهاب البنكرياس المزمن، تراكم الدهون على الكبد، داء تلون الدم، تليف كيسي، العديد من العلل الميتوكوندرية للأعصاب وعلل العضلات، الحثل العضلي ورنح فريدريك، وبعض الأنواع المُورثة من زيادة الأنسولين عند حديثي الولادة. ويزيد الاستخدام المزمن لبعض الأدوية من احتمال الإصابة بالسكري مثل استخدام الكورتيزونات بجرعات عالية، بعض أدوية المعالجة الكيمائية، وخصوصاً ل – اسباراجينيز، وكذلك بعض أدوية العلاج النفسي وضبط المزاج، خصوصاً الفينوثيازينات وبعض مضادات الذهان غير النمطية.
ويُفحص المرضى الذين تأكدت إصابتهم بالسكري دورياً للتحكم في المضاعفات. وهذا يتضمن اختبارات سنوية للبول لقياس البول الزلالي الدقيق وفحص شبكية العين (تصوير الشبكية) لتحديد مدى اعتلالها. وفي المملكة المتحدة، ساعد فحص الشبكية لمرضى السكري على تقليل عدد المصابين بالعمى جراء هذا المرض.

## الوقاية
توجد العديد من العوامل التي تزيد من احتمال الإصابة بالنمط الأول من السكري ومنها التهيؤ الجيني للإصابة بالمرض، ويرتكز هذا التهيؤ على جينات تحديد الأجسام المضادة لكرات الدم البيضاء، خصوصاً الأنواع DR3 وDR4، أو وجود محفز بيئي غير معروف، يمكن أن يكون عدوى معينة، على الرغم من أن هذا الأمر غير محدد أو مُتأكد منه حتى الآن في جميع الحالات، أو المناعة الذاتية التي تهاجم الخلايا باء التي تنتج الأنسولين.
وترجح بعض الأبحاث أن الرضاعة الطبيعية تقلل احتمال الإصابة بالمرض. وقد تم دراسة العديد من العوامل المرتبطة بالتغذية التي قد تزيد أو تقلل احتمال الإصابة بالمرض ولكن لا دليلا قاطعا على مدى صحة هذه الدراسات. فمثلاً تقول إحدى الدراسات أن إعطاء الأطفال 2000 وحدة دولية من فيتامين د بعد الولادة يقلل من احتمال الإصابة بالنمط الأول من السكري.
ودراسة أخرى تقول أن الأطفال الذين لديهم أضداد لجزر لانجرهانز، ولا تظهر أعراض السكري عليهم ويتم معالجتهم بفيتامين ب 3 (نياسين) تقل لديهم الإصابة بالمرض إلى أقل من النصف خلال فترة سبع سنوات بالمقارنة بجميع الأطفال عامة الذين شملتهم الدراسة، بل إنه حتى يقل احتمال إصابتهم بالمرض عند مقارنتهم بالأطفال الذين لديهم أضداد ولكن لا يتناولون فيتامين ب 3.
ويمكن تقليل احتمال الإصابة بالنمط الثاني من السكري بتغيير نمط التغذية وزيادة النشاط البدني. وتوصي الجمعية الأمريكية للسكري بالحفاظ على وزن صحي وممارسة الرياضة لمدة ساعتين ونصف أسبوعيا (المشي السريع يؤدي الغرض) وتناول الدهون باعتدال وتناول كمية كافية من الألياف والحبوب الكاملة. ولا توصي الجمعية بتناول الكحول للوقاية، ولكن من المثير للاهتمام أن تناول الكحول باعتدال قد يقلل من مخاطر الإصابة، أما الإفراط في شرب الكحوليات فيدمر أنظمة الجسم بصورة خطيرة. ولا يوجد أدلة كافية على أن تناول الأغذية شحيحة السكريات يمكن أن تكون مفيدة طبياً.
وأظهرت بعض الدراسات أن استخدام الميتفورمين، الروزيجليتازون، أو الفالسارتان، كوقاية يمكن أن يؤخر الإصابة بالسكري في المرضى المهيئين لذلك. وتقل الإصابة بالسكري بنسبة 77% في المرضى الذين يستخدمون الهيدروكسي كلوراكين لعلاج التهاب المفاصل الروماتيزمي. ويمكن أيضاً للرضاعة الطبيعية أن تقي من الإصابة بالنمط الثاني من السكري في الأمهات.

## العلاج

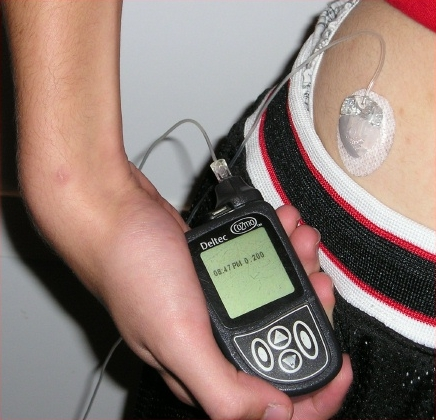
مضخة أنسولين متصلة بمريض السكري عن طريق جهاز تسريب تحت الجلد.

داء السكري مرض متعذر البرء حالياً، أي لا يشفى. ويتم التركيز في علاجه على التضبيط أو تفادي المضاعفات قصيرة أو طويلة المدى التي يمكن أن يسببها المرض. وللمريض دور هام لفهم مرضه والتزامه بالتغذية السليمة والنشاط البدني المعتدل ومراقبته لمستوى غلوكوز دمه بهدف الحفاظ على مستويات غلوكوز الدم في المدى القريب وحتى البعيد في النطاق المقبول. ويقلل التضبيط الدقيق من مخاطر المضاعفات بعيدة المدى. ويمكن تحقيق ذلك نظرياً عن طريق التغذية المعتدلة وممارسة الرياضة وخفض الوزن، خصوصاً في النمط الثاني، وتناول خافضات السكر الفموية في هذا النمط أيضاً واستخدام الأنسولين في النمط الأول، علماً أن الحاجة إليه تزداد في النمط الثاني عندما لا يستجيب المريض كفاية لخافضات السكر الفموية فقط. وبالإضافة إلى ذلك فإنه بالنظر إلى الاحتمال العالي للإصابة بمرض قلبي وعائي، يجب تغيير نمط الحياة لتضبيط ضغط الدم ونسبة الكوليسترول عن طريق التوقف عن التدخين وتناول الغذاء المناسب وارتداء جوارب السكري وتناول دواء لتقليل الضغط إذا دعت الحاجة لذلك. وتتضمن العديد من علاجات النمط الأول استخدام الأنسولين العادي أو أنسولين الخنزير المضاف إليه البروتامين المتعادل (NPH)، و/أو نظائر الأنسولين المختلفة مثل الهومالوج، النوفولوج أو الإبيدرا؛ أو الجمع بين اللانتوس / ليفيمير والهومالوج، النوفولوج، والإبيدرا. ومن الخيارات الأخرى لعلاج النمط الأول استخدام مضخة أنسولين من أشهر أنواع العلامات التجارية مثل كوزمو، انيماس، ميدترونيك ميني ميد، وأومنيبود.
يُعنى بالمريض خارج المستشفيات بصورة أساسية في البلاد التي يُطبق فيها نظام الممارس العام مثل المملكة المتحدة. وفي حالة الإصابة بمضاعفات، صعوبة التحكم في غلوكوز الدم، أو لإجراء أبحاث على المرض، يتم العناية بالمريض داخل المستشفى بواسطة أخصائي. ويمكن أن يتشارك الممارس العام مع الأخصائي في العناية بالمريض في بعض الأحوال كفريق عمل. ويمكن الاستعانة بأخصائي قياسات بصرية، أخصائي / خبير بالقدمين، أخصائي تغذية، أخصائي علاج طبيعي، ممرضات متخصصات، كالملقنات المعتمدات لمرض السكري أو الممرضات المتخصصات في السكري، أو ممرضات ممارسات للعمل سوياً لتقديم تدريب متعدد للمريض على اتباع نظام العلاج. أما في البلاد التي يجب على المريض أن يعتني بصحته بنفسه، كما في الولايات المتحدة، فإن تكلفة العناية بمريض السكري تكون مرتفعة وتفوق قدرة المريض بالإضافة إلى الأدوية والمستلزمات الأخرى التي يحتاجها. ويُنصح المرضى عادة باستشارة الطبيب كل ثلاثة إلى ستة أشهر على الأقل.

## الشفاء

### شفاء النمط الأول من السكري
ليس للنمط الأول من السكري علاج عملي. ويرجع سبب الإصابة به إلى فشل أحد أنواع الخلايا الخاصة بعضو وحيد يقوم بوظيفة بسيطة نسبياً، وقد أدت هذه الحقيقة إلى القيام بالعديد من الدراسات لمحاولة إيجاد علاج ممكن لهذا النمط ومعظمها ركزت على زرع بنكرياس أو خلايا باء بديلة. يُعدُّ المرضى الذين خضعوا لزراعة البنكرياس أو البنكرياس والكلية - بعد إصابتهم بالفشل الكلوي السكري - في حكم المتعافين من السكري متى ما توقفوا عن تعاطي الأنسولين. وقد أصبحت عملية زرع بنكرياس وكلية في نفس الوقت حلاً واعداً ولها نفس معدلات النجاح أو أعلى من عملية زرع كلية فقط. ولكن هذه العملية تتطلب عموماً أدوية مثبطة للمناعة على المدى البعيد ويبقى احتمال رفض الجهاز المناعي للعضو المزروع.
وقد أجريت عمليات زرع خلايا باء غريبة عن الجسم المزروعة فيه تجريبياً على الفئران البشر، ولكن تبقى هذه الطريقة غير عملية في الممارسة الطبية المعتادة ويرجع ذلك جزئياً إلى ندرة المتبرعين بالخلايا باء. ومثلها مثل أي عملية زرع عضو غريب فإنها تثير الجهاز المناعي ويتم الاستعانة بأدوية تثبط الجهاز المناعي لمدة طويلة لحماية العضو المزروع. وقد تم اقتراح طريقة بديلة لوضع خلايا باء المزروعة في وعاء شبة منفذ لعزلها وحمايتها من الجهاز المناعي. وقد منحت أبحاث الخلايا الجذعية طريقاً ممكناً للشفاء لأنها قد تسمح لإعادة نمو خلايا جزر متطابقة جينياً مع الشخص المزروعة فيه ويمكن بذلك الاستغناء عن أدوية تثبيط المناعة. وقد أظهرت محاولة أجريت عام 2007 على 15 مريض شُخص لديهم النمط الأول حديثاً وتم معالجتهم بخلايا جذعية مأخوذة من نخاع عظامهم بعد تثبيط مناعتهم أن الغالبية العظمى استغنوا عن تعاطي الأنسولين لفترة طويلة.
ويُبحث الآن في استخدام التقنية الدقيقة وتقنية النانو لعلاج النمط الأول من السكري. وتقترح إحدى الطرق زرع خزانات أنسولين تفرز الهرمون عن طريق صمام سريع حساس لمستوى غلوكوز الدم. وقد تم وضع نموذجين على الأقل وتجربتهما خارج الجسم. وهذه النماذج يمكن اعتبارها مضخات أنسولين مغلقة العروة.

### شفاء النمط الثاني من السكري
يمكن شفاء ما بين 80 إلى 100% من مرضى النمط الثاني من السكري شديدي السمنة عن طريق إجراء أحد أنواع عمليات تدبيس المعدة. ولا يرجع تأثير العملية إلى خسارة الوزن لأن علامات الشفاء تظهر خلال أيام من العملية أي قبل أن تحدث خسارة كبيرة لوزن المريض. والسبب الحقيقي هو تغير نمط إفراز هرمونات الجهاز الهضمي بسبب الالتفاف (تدبيس المعدة) وإزالة الاثنى عشر والصائم الداني اللذان يشكلان معاً الجزء العلوي أو الداني من الأمعاء الدقيقة. وترجح إحدى النظريات حدوث عطل في وظيفة الأمعاء الدقيقة العلوية عند الإصابة بالنمط الثاني؛ ولذلك فإن استئصالها يزيل مصدر لهرمون مجهول يساهم في زيادة مقاومة الأنسولين. وقد تم إجراء هذه العملية على نطاق واسع للمرضى الذين يعانون من بدانة مرضية وقد أفادت في تقليل معدل الوفيات لأي سبب إلى نسبة 40%، وقد تم إجراء عمليات مماثلة لعدد قليل من المرضى ذوي بدانة عادية أو متوسطة.

## ما بعد المرض
إن تعلم المريض، وتفهمه ومشاركته له دور حيوي في تقليل مضاعفات مرض السكري لأن هذه المضاعفات تكون أقل شيوعاً وأقل حدةً في المرضى الذين يتحكمون في مستويات غلوكوز دمهم جيداً. وتسرع المشكلات الصحية المنتشرة من الآثار الضارة لمرض السكري مثل التدخين، ارتفاع ضغط الدم، وعدم ممارسة التمارين الرياضية بانتظام. وطبقاً لإحدى الدراسات فإن احتمال الإصابة بالسكري تتضاعف ثلاث مرات في النساء ذوات ضغط الدم المرتفع.
ومن المثير للاهتمام وجود دليل يرجح إن بعضاً من المصابين بالنمط الثاني من السكري الذين يمارسون التمارين الرياضية بانتظام ويخسرون بعضاً من وزنهم ويأكلون طعاماً صحياً يمكن أن يبقوا بعضاً من آثار المرض في حالة «ارتخاء». ويمكن أن تساعد هذه النصائح الأفراد المهيئين للإصابة بالنمط الثاني وكذلك أولئك الذين في مرحلة بداية السكري على منع تطور حالتهم لتصبح مرضاً كاملاً لأن هذه الممارسات تساعد على استعادة استجابة الجسم للأنسولين. ولكن يجب على المريض أن يستشير الأطباء بخصوص اتباع هذه الممارسات لمعرفة النتائج المترتبة عليها قبل ممارستها، خصوصاً لتفادي هبوط مستوى غلوكوز الدم أو أي مضاعفات أخرى؛ وثمّة قلة من المرضى نجحوا في ارتخاء المرض لحالة «خمود»، في حين وجد آخرون أنهم بحاجة لقدرٍ يسير من أدويتهم لحاجة أجسامهم إلى الأنسولين أثناء التمارين الرياضية أو بعدها. وسواء أكانت هذه الممارسات مجدية أم غير مجدية لمرضى السكري، فإن نمط الحياة الصحي يعود بالنفع على الجميع بلا شك، سواء مرضى السكري أو غيرهم.
تتغير طريقة التحكم في مرضى السكري بتقدم العمر لأن إنتاج الأنسولين يقل بضعف الخلايا باء البنكرياسية. بالإضافة إلى زيادة مقاومة الأنسولين بسبب تأكل النسيج اللحمي، تراكم الدهون خصوصاً داخل البطن وضعف استجابة الأنسجة للأنسولين. ويضمحل تحمل الغلوكوز باطراد مع تقدم العمر مما يؤدي إلى زيادة الإصابة بالنمط الثاني من السكري وارتفاع غلوكوز الدم. ويصاحب عدم تحمل الغلوكوز المرتبط بتقدم السن مقاومة للأنسولين، على الرغم من أن مستويات الأنسولين في الدم تكون مماثلة لتلك الموجودة في الشباب. وتتنوع أهداف علاج المرضى المسنين على حسب الشخص المُعالج ويجب الأخذ في الاعتبار الحالة الصحية، العمر المتوقع، مستوى الاعتماد على النفس، وإرادة المريض لاتباع نظام العلاج.

### المضاعفات الحادة
تحمض الدم الكيتوني السكري
أن تحمض الدم الكيتوني السكري هو مضاعفة طارئة، حادة وخطيرة. ويؤدي نقص الأنسولين إلى قيام الكبد بتحويل الدهون إلى أجسام كيتونية التي يستخدمها المخ كوقود. ولكن يؤدي ارتفاع مستويات الأجسام الكيتونية إلى انخفاض الرقم الهيدروجيني للدم مما يسبب ظهور معظم أعراض تحمض الدم الكيتوني. وعند إدخال المريض للمستشفى، تكون الأعراض الظاهرة عليه عادة هي جفاف وتنفس سريع وعميق. ويشيع مغص البطن ويمكن أن يكون شديداً. ويكون المريض واعياً عادة ويبدأ فقدان الوعي في مراحل متقدمة من الحالة عندما يتطور الخمود إلى غيبوبة. ويمكن أن يصبح تحمض الدم الكيتوني شديداً كفاية ليسبب انخفاض ضغط الدم، ثم صدمة، مما يؤدي للوفاة. ويكشف تحليل البول وجود كميات كبيرة من الأجسام الكيتونية التي تأتي من الدم عندما ترشحه الكلى. ويؤدي العلاج المناسب إلى العودة الكاملة للحالة الطبيعية، ولكن يمكن أن يتوفى المريض إذا لم يتلق العلاج الكافي في أسرع وقت لتلافي المضاعفات. ويشيع تحمض الدم الكيتوني في مرضى النمط الأول أكثر من النمط الثاني.
غيبوبة ضغط اسموزي لا كيتونية
إن حالة غيبوبة الضغط الاسموزي اللاكيتونية هي مضاعفة حادة يصاحبها العديد من أعراض تحمض الدم الكيتوني، ولكن بسبب وعلاج مختلفين تماماً. عندما يرتفع مستوى غلوكوز الدم فوق 300 مليغرام / ديسيلتر (16 مليمول / لتر، يُسحب الماء من الخلايا إلى الدم عن طريق الاسموزية وتصرف الكلى الغلوكوز في البول وهذا يؤدي إلى فقد الماء وزيادة اسموزية الدم. وإذا لم يتم إحلال السوائل المفقودة، عن طريق الفم أو الوريد، يؤدي التأثير الاسموزي لمستويات الغلوكوز المرتفعة مع فقد الماء إلى الجفاف. وتصبح خلايا الجسم جافة باطراد طالما أن الماء ُيؤخذ منها ويُخرج من الجسم عن طريق البول، ويشيع اختلال توازن أملاح الجسم ويكون خطيراً على المريض. وكما ينطبق على تحمض الدم الكيتوني، يجب علاج هذه الحالة بصورة عاجلة، وخصوصاً علاج الجفاف عن طريق إحلال السوائل المفقودة. ويمكن أن يتطور الخمود إلى غيبوبة، وهي شائعة في النمط الثاني من السكري أكثر من النمط الأول.
انخفاض غلوكوز الدم
إن انخفاض غلوكوز الدم هو مضاعفة ناتجة عن العديد من أدوية السكري. ويمكن أن تظهر إذا كان تناول المريض للغلوكوز لا يغطي العلاج الذي يُؤخذ. ويمكن أن يصبح المريض مضطرباً، غزير العرق، ولديه أعراض استثارة الجهاز العصبي السيمبثاوي اللاإرادي مما يؤدي إلى شعوره بالخوف المستمر ويمكن أن يهتز وعيه أو حتى يمكنه أن يفقد الوعي في الحالات الشديدة مما يؤدي إلى الغيبوبة، أو حتى تدمير المخ والموت. وبالنسبة لمرضى السكري، توجد العديد من العوامل التي يمكن أن تؤدي إلى انخفاض غلوكوز الدم مثل الإفراط في استخدام الأنسولين أو استخدامه في أوقات غير مناسبة، الإفراط في الرياضة أو ممارستها في أوقات غير مناسبة، أو عدم تناول الكافي من الطعام، خصوصاً الكربوهيدرات المنتجة للغلوكوز، ولكن كل ما سبق من أسباب يُعتبر مجرد تفسير سطحي يحتاج إلى دقة.
والتفسير الدقيق للأمر هو أن انخفاض غلوكوز الدم الدوائي ينتج عادة عن التفاعل بين الزيادة المطلقة أو النسبية في الأنسولين وضعف استرداد الغلوكوز في الدم بالنسبة لمرضى النمط الأول والنمط الثاني المتقدم. ومن العوامل التي تلعب دوراً كبيراً في منع أو التصحيح السريع لانخفاض غلوكوز الدم وتقوم باسترداد الغلوكوز هي قلة الأنسولين، زيادة الجلوكاجون أو غيابه وزيادة الإبينيفرين. وفي حالة السكري المعتمد على الأنسولين فإن مستويات الأنسولين الخارجي الذي يتم تعاطيه لا تنخفض بانخفاض غلوكوز الدم وبالإضافة إلى ذلك فإن نقص الجلوكاجون والإبينيفرين تؤدي إلى ضعف استرداد الغلوكوز في الدم.
ويمكن أن يؤدي ضعف الاستجابة السيمباثاوية للغدة الدرقية إلى عدم وعي الجسم بانخفاض غلوكوز الدم. ويعني مصطلح انخفاض غلوكوز الدم المرتبط بفشل الجهاز العصبي اللاإرادي أن حدوث انخفاضات لغلوكوز الدم تسبب كل من ضعف استرداد غلوكوز الدم وعدم وعي الجسم بحدوث انخفاض غلوكوز الدم. وتؤدي انخفاضات غلوكوز الدم إلى حلقة مفرغة من تكرر انخفاضات غلوكوز الدم وضعف أكثر للآلية استرداد الغلوكوز. وفي العديد من الحالات، فإن تفادي انخفاض غلوكوز الدم على المدى القريب يمكن أن يعيد للجسم وعيه بانخفاض مستوى غلوكوز الدم في معظم المرضى المصابين ولكن ذلك صحيح نظرياً أكثر منه عملياً.
ويُعالج انخفاض غلوكوز الدم في معظم الحالات بالمشروبات والمأكولات السكرية. وتُعالج الحالات الشديدة بحقن الجلوكاجون، وهو هرمون له تأثيرات معاكسة للأنسولين، أو بتسرب وريدي للدكستروز إذا كان المريض فاقد الوعي. ويُستخدم عادة الدكستروز الوريدي في المستشفيات.

### المضاعفات المزمنة
مرض وعائي

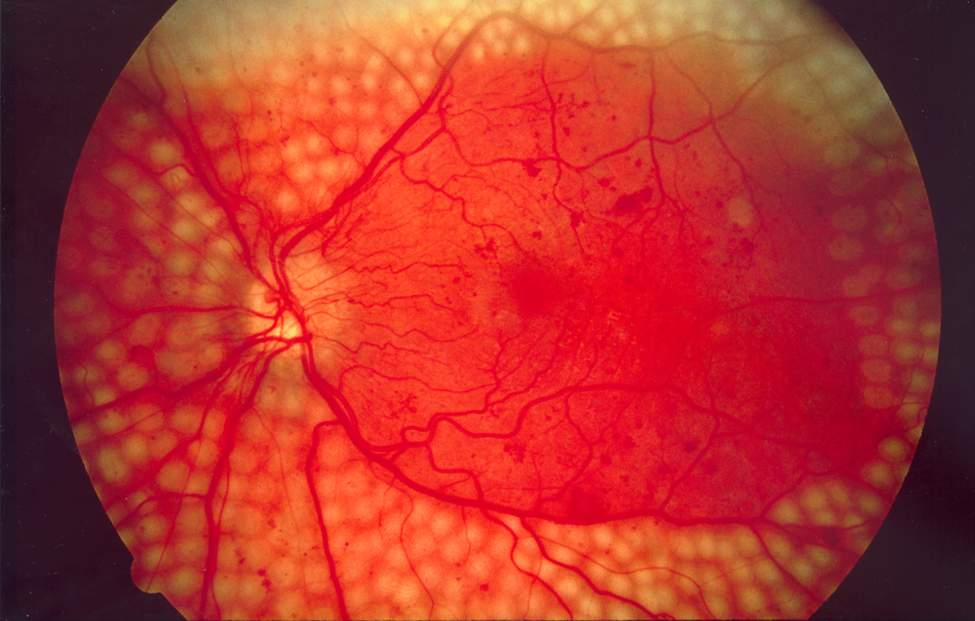
صورة لقعر العين تظهر عملية بالليزر المتشتت لعلاج اعتلال الشبكية السكري.

التصلب الكبيبي في الكلية.

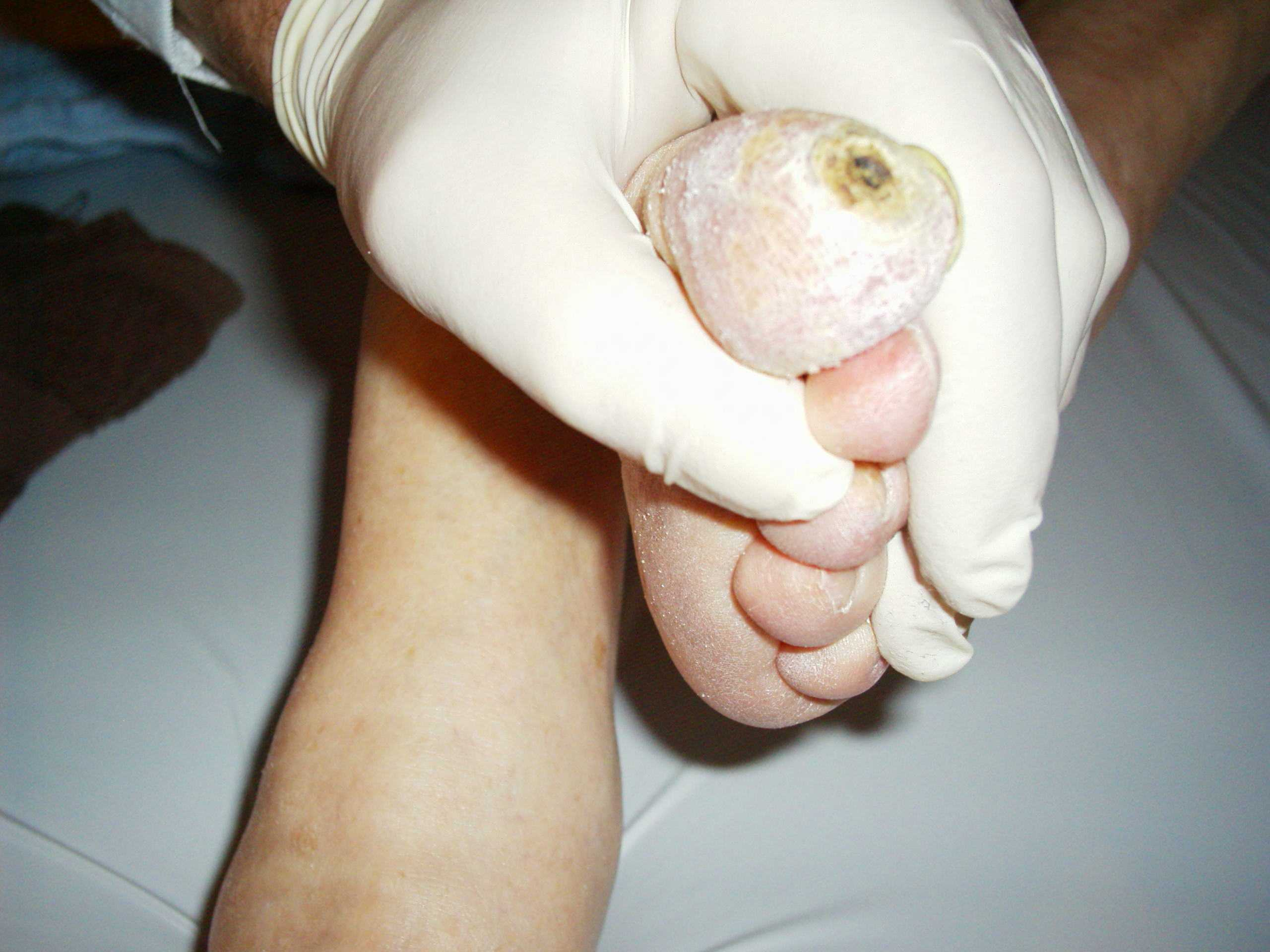
تقرحات القدم السكرية.

يؤدي الارتفاع المزمن لغلوكوز الدم إلى تلف الأوعية الدموية. ولأن الخلايا المبطنة للأوعية الدموية لا تعتمد على الأنسولين فإنها تمتص الغلوكوز أكثر من المعتاد. ويؤدي ذلك إلى تكون جلوكوبروتينات سطحية زائدة عن الحد الطبيعي ويسبب نمو اسمك ولكن أضعف للغلاف الوعائي. وفي حالة السكري، تُصنف هذه الحالة كمرض شعيرات دموية، وذلك لأن الأوعية الصغيرة هي التي تتلف، وكذلك يُصنف كمرض للأوعية الكبيرة لأن نتيجته تلف الشرايين.
ويؤدي تلف الشعيرات الدموية إلى واحد أو أكثر من الحالات التالية:
- اعتلال الشبكية السكري، عند نمو أوعية دموية جديدة في الشبكية تكون هشة وضعيفة ومنخفضة الكفاءة وكذلك يحدث ارتشاح في بقعة الشبكية الذي يمكن أن يؤدى إلى فقدان الرؤية أو العمى. أن تلف الشبكية نتيجة اعتلال الشعيرات الدموية، هو السبب الرئيسي للعمى بين البالغين غير المسنين في الولايات المتحدة.
- اعتلال الأعصاب السكري، نقص أو اختلال الإحساس عادةً في منطقة اليد والقدم، وتبدأ في القدمين ولكن يحتمل أن تصيب أعصاب أخرى، كاليدين والأصابع لاحقاً. وعندما يصاحبها تلف الأوعية الدموية يمكن أن يؤدي ذلك إلى القدم السكرية (انظر أسفل الصفحة). وتوجد أنواع أخرى من اعتلال الأعصاب السكري مثل التهاب الأعصاب البسيط أو اعتلال الجهاز العصبي اللاإرادي. ويؤدي اعتلال الأعصاب إلى ضمور العضلات السكري.
- اعتلال الكلى السكري، تلف الكلى الذي يمكن أن يؤدي إلى فشل كلوي مزمن، الذي يتطلب غسيل كلوي والجدير بالذكر أن السكري هو أكثر الأسباب شيوعاً للإصابة بالفشل الكلوي في البالغين على مستوى العالم.

وتؤدي أمراض الأوعية الدموية الكبيرة، التي يصاحبها تصلب عصيدي متسارع، إلى مرض قلبي وعائي مثل:
- مرض في الشريان التاجي، يؤدي إلى ذبحة صدرية أو احتشاء عضلة القلب («سكتة قلبية»).
- سكتة، نتيجة لقلة الدموية الموضعية.
- مرض وعائي طرفي يشارك في الإصابة بالعرج المتقطع.
- نخر العظام السكري.

إن القدم السكرية التي يسببها اعتلال الأعصاب ومرض شرياني، يمكن أن تسبب تقرح أو إصابة جلدية. ويمكن أن تسبب في الحالات الخطيرة نخر وغرغرينة. ولذلك فإن مرضى السكري معرضون للإصابة بعدوى في الأرجل أو القدمين وكذلك يأخذون وقتاً أطول لالتئام جراح القدمين أو الرجلين. ولذلك فإن السكري هو أكثر الأسباب شيوعاً للبتر في البالغين – خصوصاً بتر أصابع القدمين أو القدم نفسها – في العالم المتقدم.
ولا يحدث عادة ضيق الشريان السباتي في حالة السكري، وعلى ما يبدو فإن تضخم الأوعية الدموية الأبهري البطني قليل الانتشار في مرضى السكري. وعلى الرغم من ذلك فإن السكري يؤدي إلى الوفاة والموت بصورة عالية وكذلك يزيد من مخاطر إجراء العمليات إذا كان يصاحبه الحالتان سالفتا الذكر.

## الأوعية الدموية لدى مرضى السكري
تعمل الأوعية الدموية بصفة عامة بمختلف أطوالها وسمكها ومختلف مقاطعها على تزويد مختلف أنسجة الجسم بالأكسجين والمواد الغذائية، وتصريف نفايات عمليات التمثيل الغذائي. تنقسم الأوعية الدموية إلى الشرايين والأوردة وفروعهما من الأوعية الأصغر منهما. وتتصل فروع الشرايين والأوردة ببعضها البعض عن طريق أوعية شعرية التي تشكل شبكة الاتصال بين الأوردة والشرايين.

### ضرورة انفتاج الاتصال
كما هو الحال لدينا في منازلنا يكون علينا الاهتمام بانفتاح أوعية الجهاز الدموي: فإذا وجد تكلس يضيق من الأوعية الدموية فهذا معناه أن أشياء لن تسير على الوجه المرغوب. وفي حالة انسداد أنابيب في البيت فإننا نعمل على صيانتها وتنظيفها أو استبدالها، كذلك من الواجب علينا الاهتمام بأوعية جسمنا الدموية. ذلك لأن ضيق الأوعية الدموية يكون عند مرضى السكري أكثر ضيقا عنه بالمقارنة بالإنسان السليم.

### التأثير الوراثي

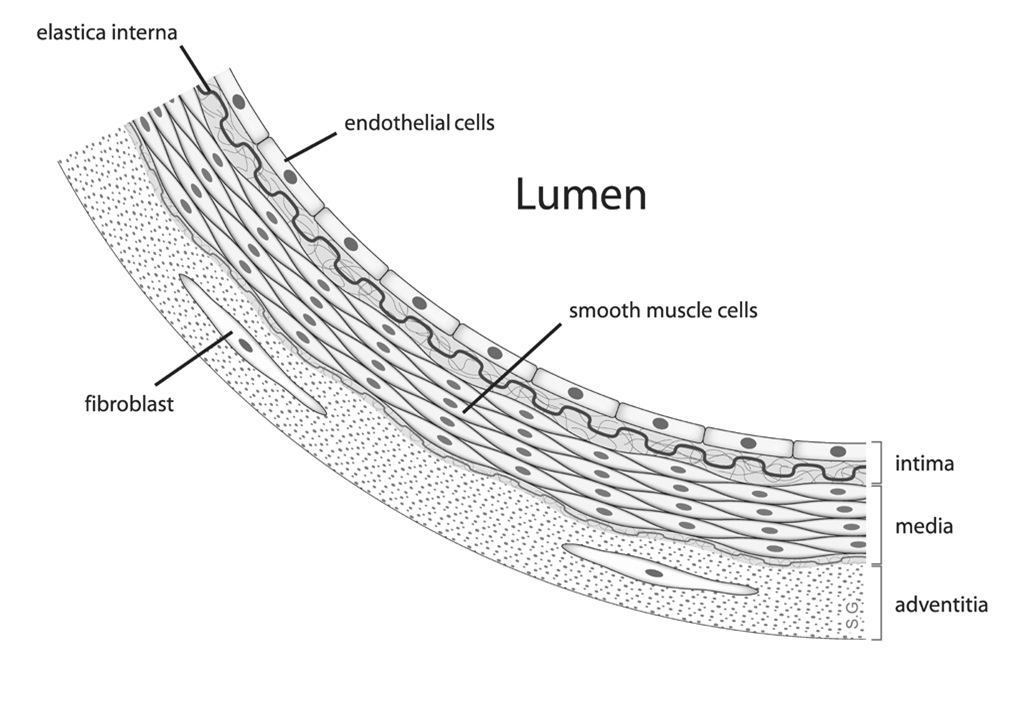
مخطط يوضح خلايا البطانة الغشائية (إندوثيل) في اللأوعية الدموية

بالنسبة للأعراض المرضية المتعلقة بمرض السكري - وعلى الأخص السكري نوع 2 - التي تضر الأوعية الدموية، يبدو أن الجدران الداخلية للأوعية الدموية لدى مرض السكري تكون مهيئة أكثر لتراكم الكلس فيها. ومن الأعراض المزاملة لمرض السكري نجد زيادة الدهنيات في الدم وضغط الدم العالي، وتكوّن بروتينات سكرية. التهاب الجدار الداخلي للشرايين على إثر تكلس طبقة الأندوثيل، يتزايد هذا الالتهاب لدى مرضى السكري عنه بالمقارنة بالشخص السليم الذي تسير لديه عمليات التمثيل الغذائي بطريقة حسنة.
وتختلف شدة التصلب الشرياني (أرتيريوسكليروز) من مريض بالسكري لمريض آخر. فهناك عوامل وراثية تعمل على حماية الشخص من حدوث تصلب الشرايين من شخص لآخر. فإذا كان لمريض السكري أقاربا ممن أصابهم ذبحة صدرية أو سكتة دماغية، يكون احتمال أصابة الشخص بها أكثر احتمالا. تلك الحالة المتعلقة بأمور الوراثة لا يكون للإنسان تأثير عليها.
كذلك يلعب العامل الوراثي دورا في حدوث مرض السكري وخصوصا في نوع-2 حيث وجد في التوائم المتماثلة ان في حالة اصابة أحد افراد التوائم المتماثلة بمرض السكري نوع -2 فإن نسبة اصابة الفرد الثاني تتراوح من 30٪؜ إلى 60٪؜ في حين تكون نصف هذه النسبة في التوائم الغير متماثلة 

### ما يستطيع الإنسان عمله
بالنسبة للأمور الأخرى الغير متعلقة بالوراثة فيمكن للإنسان التأثير عليها. ومن أهم تلك الأمور: الامتناع عن التدخين والإكثار من الحركة. أجريت دراسة في السويد وأكدت كلا النصيحتين على ان يتشارك الإمتناع عن التدخين مع الحركة. فمن المفيد بالفعل الإمتناع عن التدخين مع الاهتمام بالحركة من مشي سريع أو جري خلال اليوم. وتدل الدراسة السويدية على أن من يتبع تلك النصيحتين يتمتع بحياة أطول ممن لا يهتم بنصيحتي الامتناع عن التدخين والإكثار من الحركة.
إن إرتفاع ضغط الدم وإرتفاع مستوى الدهنيات في الدم تشكل تهديدا للصحة أيضا. وبالنسبة لهاتين الظاهرتين فيمكن معالجتهما بعقاقير مناسبة، بالإضافة إلى التوجه السليم من الناحية الغذائية. ومن المعلوم أن خفض وزن الشخص بمقدار 5 % يخفض من ضغط الدم إنخفاضا ملحوظا. في نفس الوقت يؤثر الإقلال من تناول ملح الطعام تأثيرا طيبا على الشخص. كما تنخفض نسبة الدهنيات في الدم عن طريق التغذية الصحية، وذلك بالإكثار من أكل الخضروات الطازجة والخبز الكامل المحتوي على الردة. كما توجد أنواع من الأطعمة يكون لها تأثير جيد على حالة الأوعية الدموية: مثل زيت الزيتون، والبندق، وجوز عين الجمل، والأسماك، والشاي الأخضر والشاي الأسود.
من يتبع تلك النصائح فهو يعمل على أن يكون تكلس أوعيته الدموية أقل ما يمكن. وإذا بدأ الإنسان بتلك النصائح مبكرا في عمره يكون احتمال حدوث ذبحة صدرية له احتمالا قليلا - وهذا ينطبق أيضا على مرضى السكري.

## وبائيات المرض
يعاني من مرض السكري حوالي 425 مليون شخص حول العالم حسب احصائيات 2017. والمرض في تزايد مستمر وسريع، وبحلول عام 2030 فإنه من المرجح أن يكون مرض السكري السبب السابع للوفاة في العالم. وينتشر المرض حول العالم ولكنه أكثر شيوعاً، خصوصاً النمط الثاني منه، في الدول الأكثر تقدماً. ولكن الزيادة الكبرى في عدد المرضى يُتوقع أن تتركز في آسيا وأفريقيا حيث سيكون معظم المصابين بحلول عام 2030. وترجع الزيادة في الإصابة بمرض السكري في الدول النامية إلى التحضر والتغيرات في نمط المعيشة خصوصاً التغذية على النمط «الغربي». وهذا يرجح أن سبب المرض هو بيئي «غذائي»، ولم تتضح بعد آلية الإصابة بالمرض، وما يُطرح من تفسيرات لا يعدو كونه تخمينات تُقدَّم على أنها حقائق.
وقد تزايدت معدلات الإصابة بالمرض خلال العشرين عاماً الماضية في أمريكا الشمالية بشكل متواصل، فبلغ عدد المصابين في الولايات المتحدة وحدها 20.8 مليون مصاب عام 2005.
وتشير جمعية السكري الأمريكية إلى أن نحو 2.6 مليون شخص لم تُشخَّص إصابتهم بالمرض، وقرابة 41 مليوناً في مراحله الأولى. وعلى الرغم من ذلك فإن معايير تشخيص مرض السكري في الولايات المتحدة تعني أن المرض أكثر تشخيصاً من بعض البلدان الأخرى. وقد عدَّته مراكز السيطرة على الأمراض وباءً. ويؤكد مركز المعلومات القومي لمرض السكري بالولايات المتحدة أن المرض يكلف الولايات المتحدة نفقات تقدر بمئة واثنين وثلاثين مليار دولار كل عام. وتصل نسبة المصابين بالنمط الأول في أمريكا الشمالية لما بين 5 و10%، وباقي النسبة نمط ثاني. وتختلف نسبة المصابين بالنمط الأول من السكري باختلاف البلدان، ويرجع ذلك إلى اختلاف معدلات الإصابة بالنمط الأول من السكري وكذلك اختلاف معدلات الإصابة بالأنواع الأخرى من المرض: في الأغلب النمط الثاني من السكري. ولا يوجد تفسير واضح لاختلاف معدلات الإصابة بالمرض باختلاف المناطق والبلدان حول العالم. وقد أشارت جمعية السكري الأمريكية إلى دراسة أُجريت عام 2003 بواسطة المركز الوطني للوقاية من الأمراض المزمنة وتحسين الصحة (مراكز السيطرة والوقاية من الأمراض) أن واحد من كل ثلاثة أمريكيين وُلد بعد عام 2000 سيصاب بالمرض خلال حياته.
وطبقاً لجمعية السكري الأمريكية فإن حوالي 18.3% (8.6 مليون) من الأمريكيين البالغين 60 عاماً أو أكثر يعانون من مرض السكري. ويزداد انتشار المرض بالتقدم بالعمر، ويُتوقع زيادة أعداد العجائز المصابين بالمرض وذلك لزيادة أعدادهم نتيجة لارتفاع متوسط العمر. وقد أظهرت دراسة في الولايات المتحدة متعلقة بالصحة والتغذية أن ما بين 18 و20% من المسنين البالغين أكثر من 65 عاماً، يعانون من السكري، و40% منهم إما مصابون بالمرض أو لديهم العامل المؤدي للمرض، أي ضعف تحمل الجلوكوز.

## معتقدات خاطئة عن مرض السكري
ساهم انتشار مرض السكري بصورة كبيرة في الآونة الأخيرة، إلى ظهور بعض المعتقدات الخاطئة عن هذا المرض، تتنوع هذه المعتقدات ما بين مسببات المرض أو حتى طرق علاجه. يوضح الطبيب الأردني عمر أبو حجلة – استشاري أمراض السكري- بعضًا من هذه المعتقدات. فعلى سبيل المثال، يعتقد الناس أن العامل الوراثي يكون السبب الرئيس للإصابة بالمرض، لكن في الحقيقة، يعود السبب الرئيس لانتشار هذا المرض إلى نمط الحياة السائد والعادات الغذائية وزيادة الوزن. كما نوه أبو حجلة إلى أن السكري مرض مزمن ودائم ولا يوجد سكري مؤقت إلا في حالات نادرة جدًّا مرتبطة بتناول أصناف معينة من الأدوية أو متعلقة بأمراض أخرى. ويرفض أبو حجلة ربط أخذ الأنسولين بانخفاض مستوى السكر في الدم لأن الهدف من الأنسولين هو السيطرة على مستوى السكر في الدم والتحكم به ليمنع انخفاضه أو ارتفاعه. ومن بين المعتقدات الخاطئة التي يتداولها الناس هي أخذ أقراص كبديل عن الأنسولين، إذ يوضح أبو حجلة أن العلم لم يتوصل إلى بديل لحقن الأنسولين حتى هذه اللحظة. وفيما يتعلق بالوصفات الشعبية، دحض أبو حجلة كثيرًا من هذه الادعاءات كالتي تقول بأن العسل يستخدم كعلاج للمرض، أو كاستخدام الخبز المحمص، حيث أوضح أن الخبز بعد تحميصه يفقد الماء فقط ولا يحدث أي تغيير على نسب النشويات فيه.
وفي سياق متصل، يؤكد الدكتور رفيق كنعان- أخصائي الغدد الصماء وأمراض السكري- أن من أكثر المعتقدات الخاطئة شيوعًا عند الناس هي إمكانية علاج السكر بالأعشاب الطبيعية، حيث أوضح أن العلم لم يثبت إلى الآن أي علاقة تذكر بين الأعشاب ومرض السكري. وفيما يتعلق بالضغوط النفسية والتوتر الشديد، نفى كنعان أي صلة تذكر بين الضغوط العصبية ومرض السكري. كما أضاف أن تناول الحلويات بصورة كبيرة لا يعتبر عاملا للإصابة بمرض السكري، غير أنه لم ينفِ أن تناولها بكميات كبيرة يسرع من الإصابة بهذا المرض في حال رافق ذلك عوامل أخرى.

## الحياة العامة

شعار الأمم المتحدة: التضامن من أجل مرضى السكري.

كان إعلان سانت فينسينت عام 1989 نتيجة مجهودات دولية لزيادة الاهتمام بالمصابين بالمرض وهو عمل في غاية الأهمية لتحسين مستوى المعيشة وزيادة متوسط العمر وكذلك فهو عمل مهم اقتصاديًّا وقد أدركت الحكومات والمنظمات الصحية أن النفقات التي تُصرف على مرض السكري تسبب خسارة كبيرة للصحة وإنتاجية الفرد العامل.
وقد نظمت العديد من البلدان برامج قومية – تختلف في درجة نجاحها من بلد لآخر – لتحسين طرق علاج المرض وزيادة توعية المرضى.
وقد أظهرت دراسة أن مرضى السكري الذين يعانون من أعراض اعتلال عصبي مثل تنميل أو توخز في القدمين أو اليدين تقل لديهم احتمالات التوظيف بمقدار الضعف بالمقارنة مع المرضى الذين لا تظهر عليهم هذه الأعراض.

## الأصل اللغوي

صورة توضح أصل كلمة (Diabetes Mellitus)

وفقا للمعجم الطبي الموحد تم ترجمة (Diabetes Mellitus) إلى السكري، ولكن تتبع أصل التسمية في اللغة الإنجليزية له قصة تاريخية، فالسكري مرض معروف منذ القدم، له علاقة بالسيفون وحاسة التذوق.
تم وصف المرض من قبل الطبيب الإغريقي أريتيس الكبادوكي (Aretaeus Of Cappadocia) (كبادوكيا: اسم تاريخي لمنطقة تقع في تركيا حالياً) في القرن الأول بعد الميلاد وأطلق عليه اسم (diabētēs) والمكون من مقطعين:
- البادئة (-Dia) الإغريقية والتي أحد معانيها: عبر أو خلال. (through, across)[82]
- الفعل (bainein) الإغريقي والذي يعني: يمشي أو يعبر (pass, go, walk) [82]

لذلك أصبح معنى أول جزء من المرض: المار عبر (a passer through)، أي السيفون (a siphon) (يلفظ بالإنجليزية: سايفون)، فالمريض يشرب ويبول بسرعة فيمر الماء عبر جسمه كالسيفون، لأن العرضان الرئيسيان للمرض هما السُهاف (Polydipsia): شرب الماء الكثير والبُوال (polyuria): التبول بكثرة. وهذا ما لاحظه الطبيب أريتيس وأطلق عليه اسم (diabētēs).
القدماء الإغريقيين والصينين والمصريين والهنود والفرس، لاحظوا أن بول المصابين بهذا المرض يكون حلواً، وتذكر الكتب أنهم لاحظوا ذلك إما بالتذوق المباشر، أو بسبب تجمع النمل على بول المريض، بسبب احتواء البول على السكر (glycosuria)، ولكن الشخص الذي أضاف كلمة مميزة للمرض هو توماس ويلز (Thomas Willis) في عام 1675، حيث أضاف صفة (mellitus) من اللاتينية، والتي تعني حرفياً: عسلي، نسباً إلى العسل، أو حلو الطعم؛ سكري (ومن هنا أصل التسمية العربية). وذلك تميزاً لهذا المرض عن مرض غدي آخر نادر مشابه جداً بالأعراض اسمه البوالة التفهة أو السكري الكاذب (Diabetes Insipidus). مثل المرض السابق يشرب ويبول كثيراً ولكن هنا لا يوجد سكر في البول، إنما يكون قوام البول ماءً، بدون طعم. لذلك سمي تفه: أي عديم الطعم.
تذكر القواميس العربية: «قَدَّمَ لَهُ طَعَاماً تَافِهاً»: لاَ طَعْمَ لَهُ.
- الشيء التافه: هو الشيء الذي ليس له طعمة أو قيمة، في الحقيقة نستخدم هذا التعبير في العامية.
- Insipidus صفة لاتينية (حفيدتها هي الكلمة الإنجليزية: Insipid) تعني عديم الطعم، مكونة من: (in) بمعنى (not) لا، والفعل اللاتيني (sapere) (سابيري) والذي يعني يتذوق (taste).

يوجد كلمات في الإنجليزية مشتقة من كلمة (mel) عسل، أمثلة:
- Mellifluous:

sounding sweet and smooth; very pleasant to listen to
تعني: منساب في رقة وحلاوة تستخدم للموسيقا أو حديث، من (mel) عسل، والفعل (fluere) والذي يعني يتدفق، واللاحقة (ous) التي تضيف صفة. تماماً مثلما تسكب العسل من الوعاء.
- يوجد كلمة أخرى هي الدبس (molasses) وهو المنتج الثانوي لعملية تكرير السكر البني.

## اليوم العالمي للسكري
يحيي اليوم العالمي للسكري في 14 نوفمبر/تشرين الثاني من كل عام بهدف تسليط الضوء على أهمية احترام قواعد التغذية الصحية من قبل المرضى، ويوضح أن العلاج بالأدوية وحدها غير كافٍ للحفاظ على توازن نسبة السكر في الدم. بدأ الاحتفال باليوم العالمي لمرض السكري عام 1991، وهو التاريخ الذي حدده كل من الاتحاد الدولي للسكري ومنظمة الصحة العالمية لإحياء عيد ميلاد فريديريك بانتين الذي أسهم مع شارلز بيست في اكتشاف الإنسولين عام 1922.